# Holden Barina
Holden Barina — субкомпактный автомобиль, продававшийся с 1995 по 2018 год подразделением Holden компании General Motors в Океании. Каждое из 6 поколений являлось ребеджингом Suzuki Cultus, Opel Corsa и Daewoo Kalos. Название Barina автомобиль получил в честь австралийских аборигенов, означающих вершину.

## Первое поколение (MB, ML; 1985—1988)
Первое поколение MB Barina было запущено в производство 12 февраля 1985 года на базе Suzuki Cultus в кузове пятидверный хетчбэк. В первый год производства выпускалась модель «Roadrunner Pack» в комплекте с наклейками с изображением Warner Bros. В рамках громкой маркетинговой кампании использовался слоган Beep Beep Barina, коронная фраза, которая остаётся в сознании многих австралийцев и в настоящее время. Фейслифтинговая версия ML была выпущена в сентябре 1986 года. Она включала в себя заднюю часть с пружинным приводом, заменяющим листовые пружины MB, пересмотренную приборную панель, фары, заднюю дверь и фонари, а также решётку радиатора.
В рейтингах безопасности подержанных автомобилей, составленных Центром изучения аварий Университета Монаша, опубликованных в 2008 году, было обнаружено, что Barina первого поколения обеспечивает уровень безопасности пассажиров «значительно хуже среднего» в случае аварии.

В Новой Зеландии Holden Barina собирался подразделением GMNZ с 1985 по 1989 год. По крайней мере, для серии ML трехдвёрная версия также предлагалась в Новой Зеландии. С 1986 по 1989 год также продавалась модель Holden Barina GTi, представляющая собой переработанный Suzuki Swift GTi (см. Suzuki Cultus). В этом автомобиле применялся двигатель G13B. Компания General Motors продавала этот автомобиль и на других рынках. В Соединённых Штатах он был обозначен как Chevrolet Sprint.

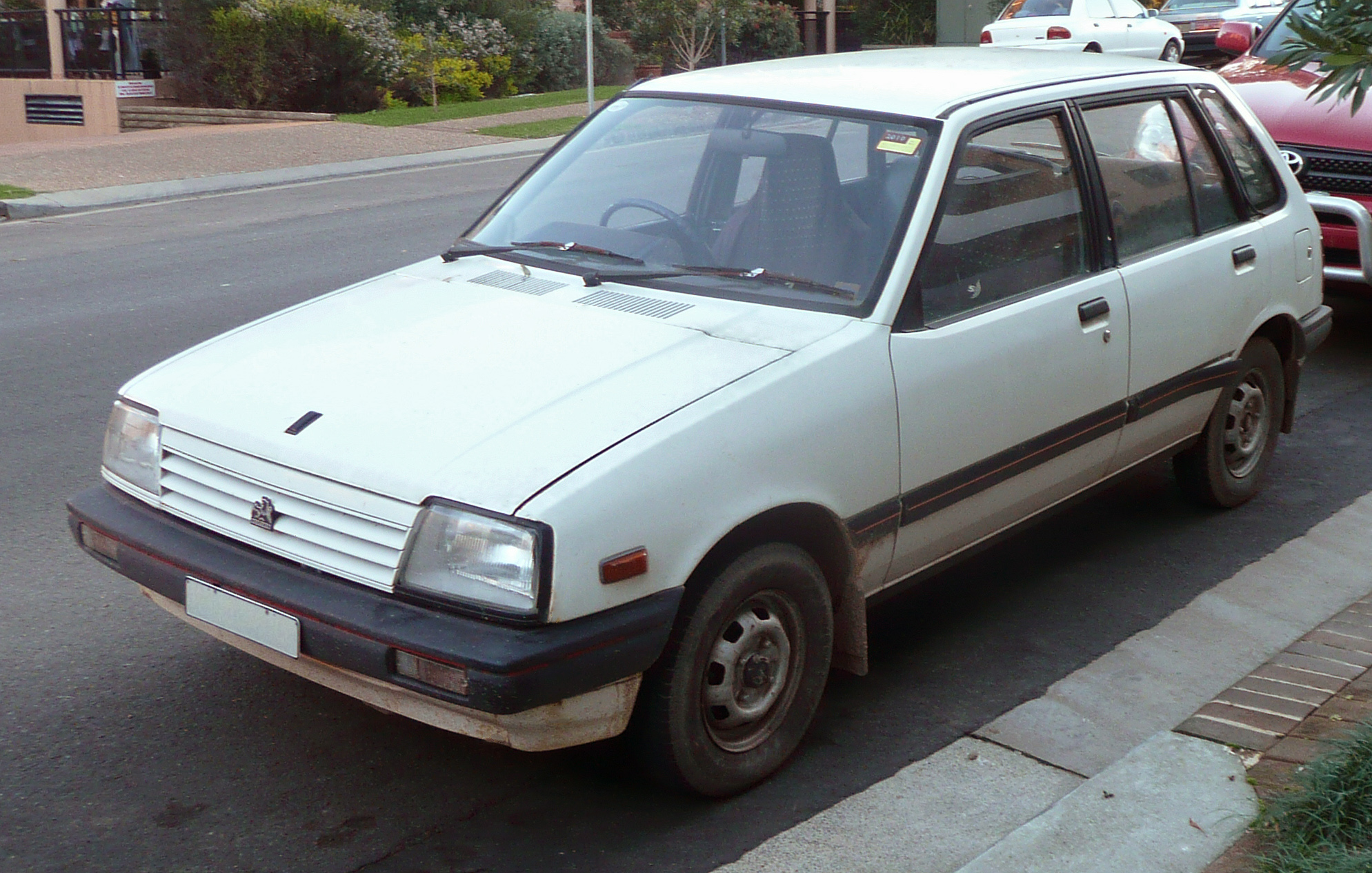
1985 Holden Barina (MB)
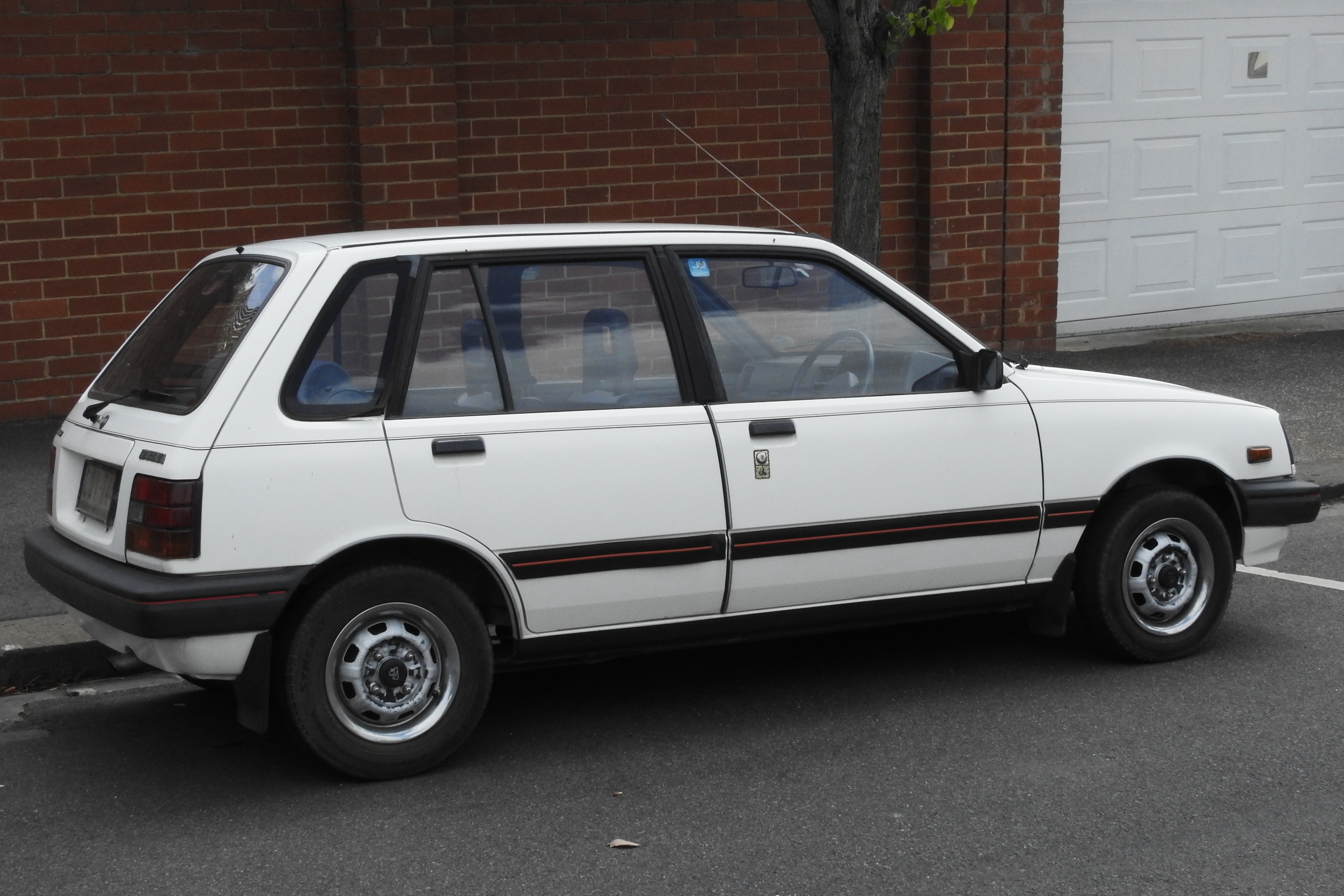
1985 Holden MB Barina
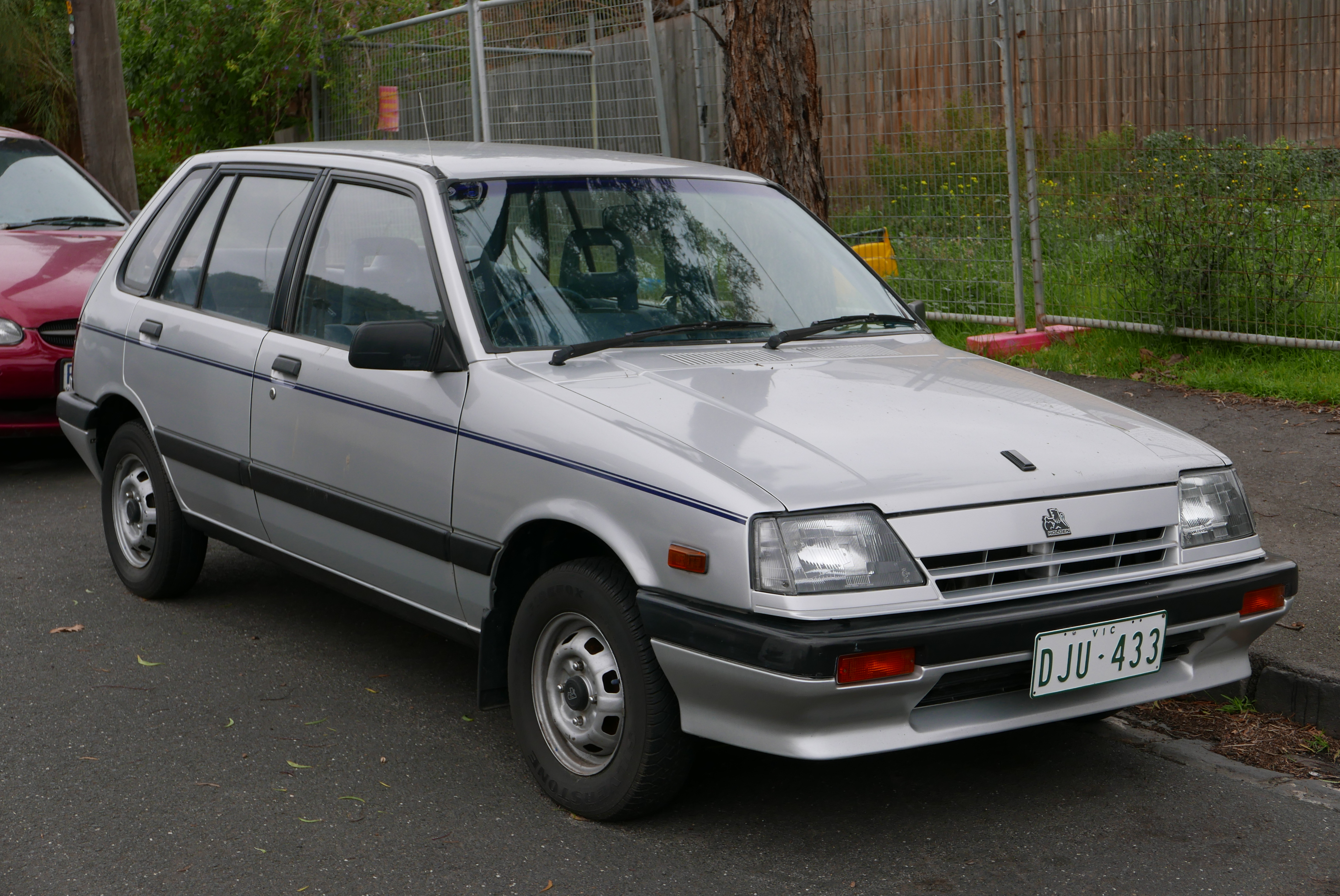
1986—1988 Holden Barina (ML)
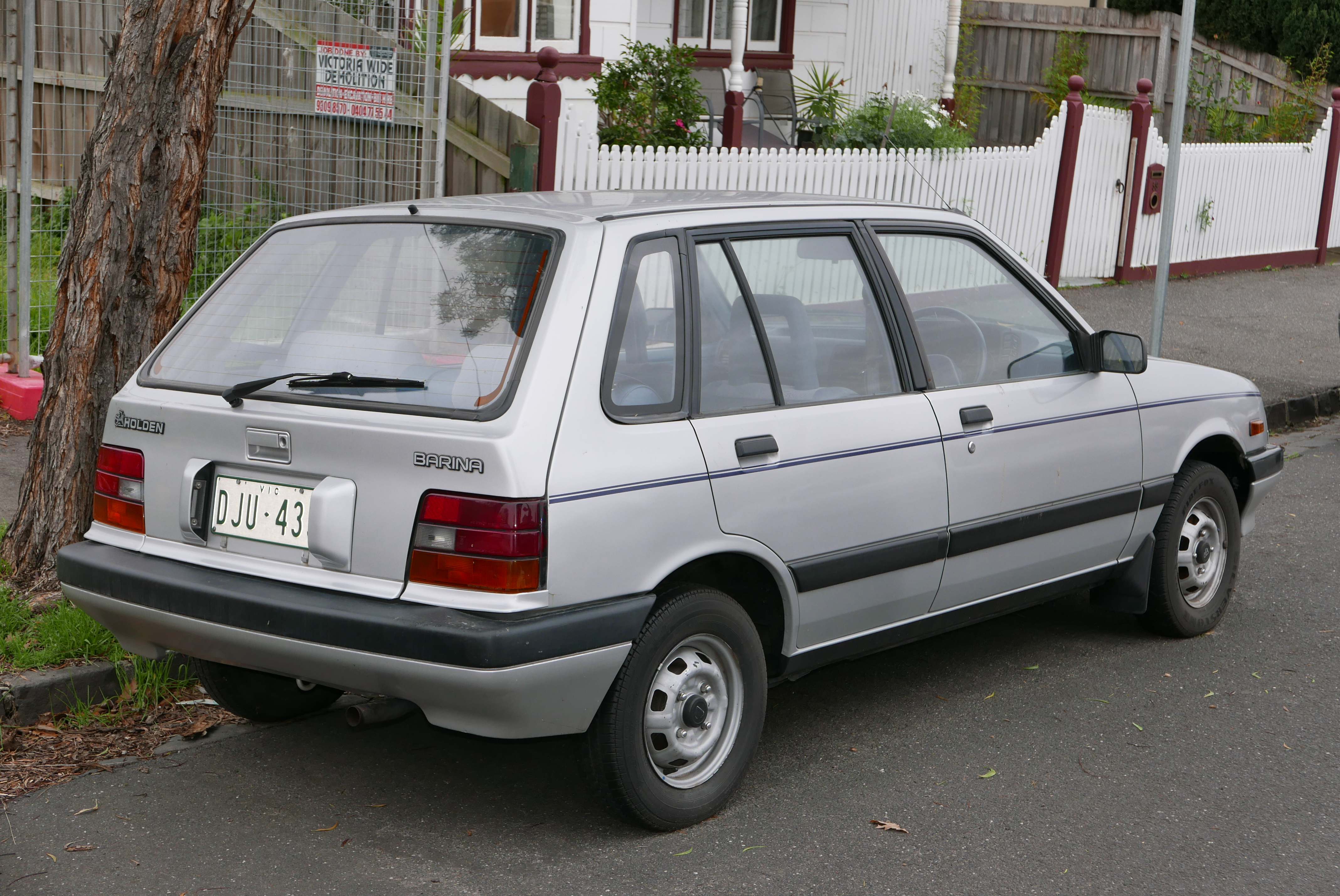
1986—1988 Holden Barina (ML)

## Второе поколение (MF, MH; 1989—1994)
Второе поколение MF Barina являлось ребеджингом второго поколения Suzuki Cultus на платформе GM M. По всему миру автомобили продавались под названиями Suzuki Swift, Pontiac Firefly (Канада) и Geo Metro (США). Пятидверный хетчбэк начал выпускаться в январе 1989 года, а в 1990 году за ним последовал трёхдверный хетчбэк «GS».

MH Barina, выпущенный в сентябре 1991 года, отличался улучшенным интерьером, модернизированной подвеской, новыми передним и задним бамперами и пересмотренными группами задних фонарей. Как и предыдущее поколение, Barina второго поколения обеспечивает уровень безопасности «хуже среднего» в соответствии с рейтингами безопасности подержанных автомобилей 2008 года.

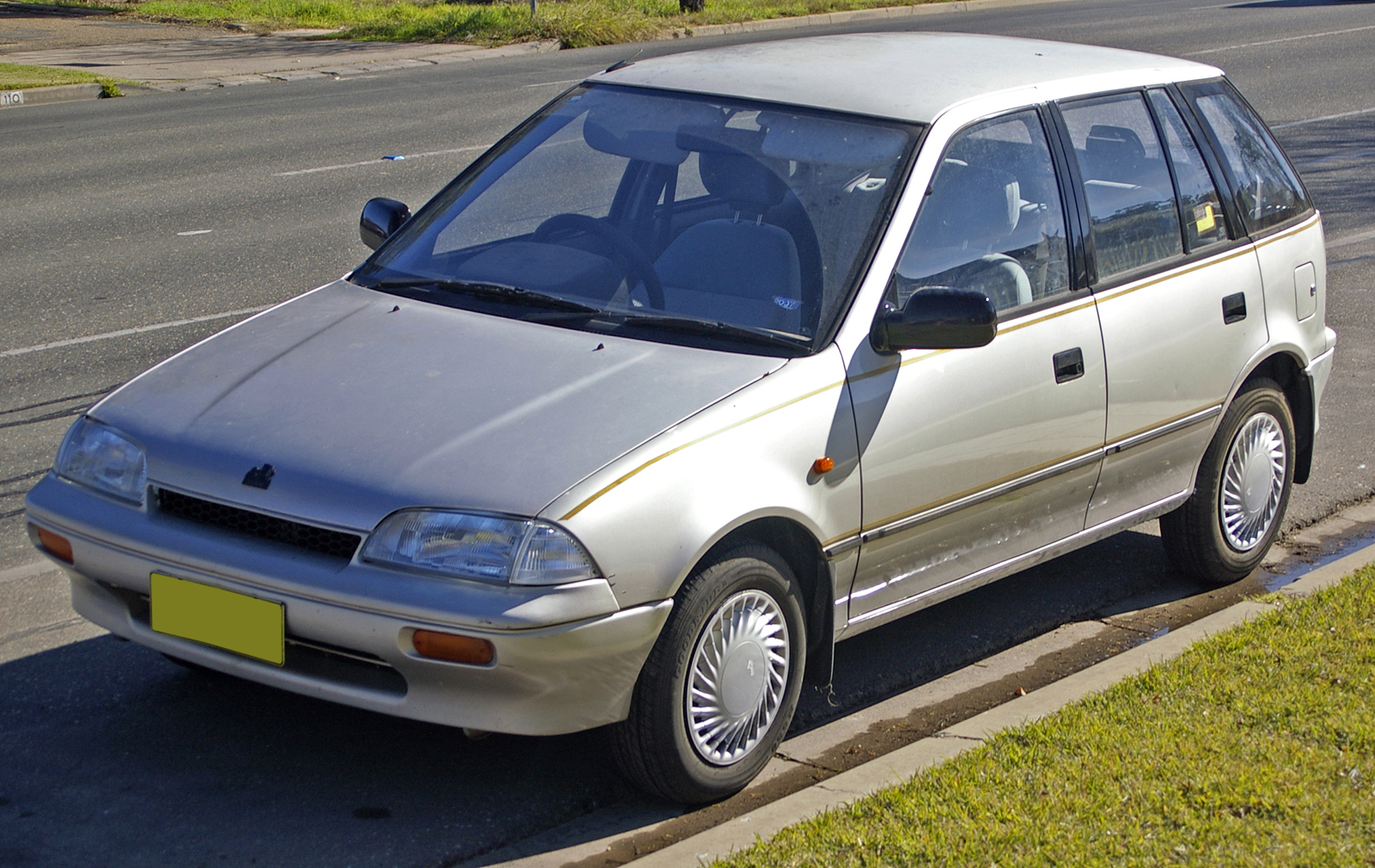
1989—1991 Holden Barina (MF)
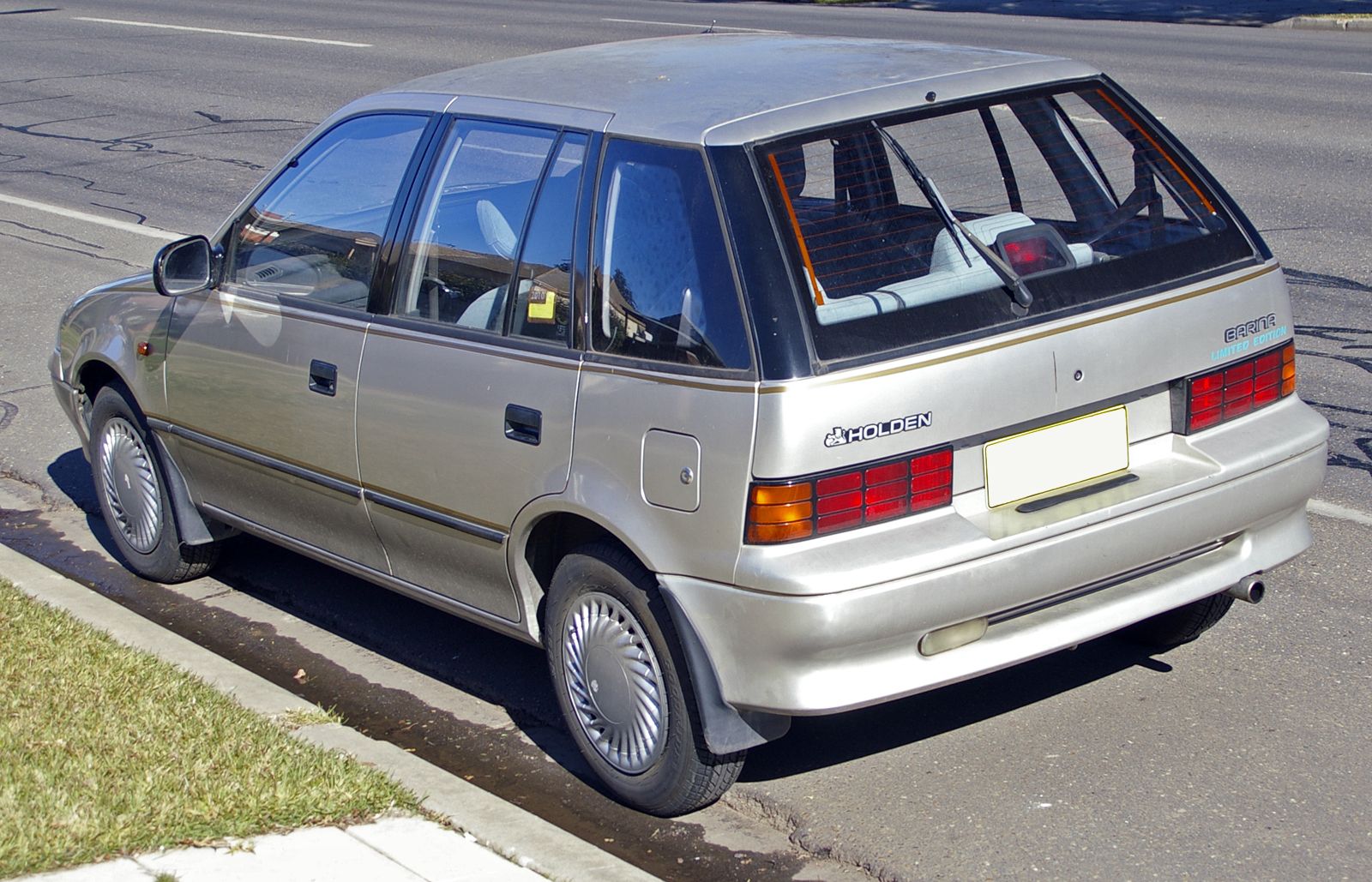
1989—1991 Holden Barina (MF)
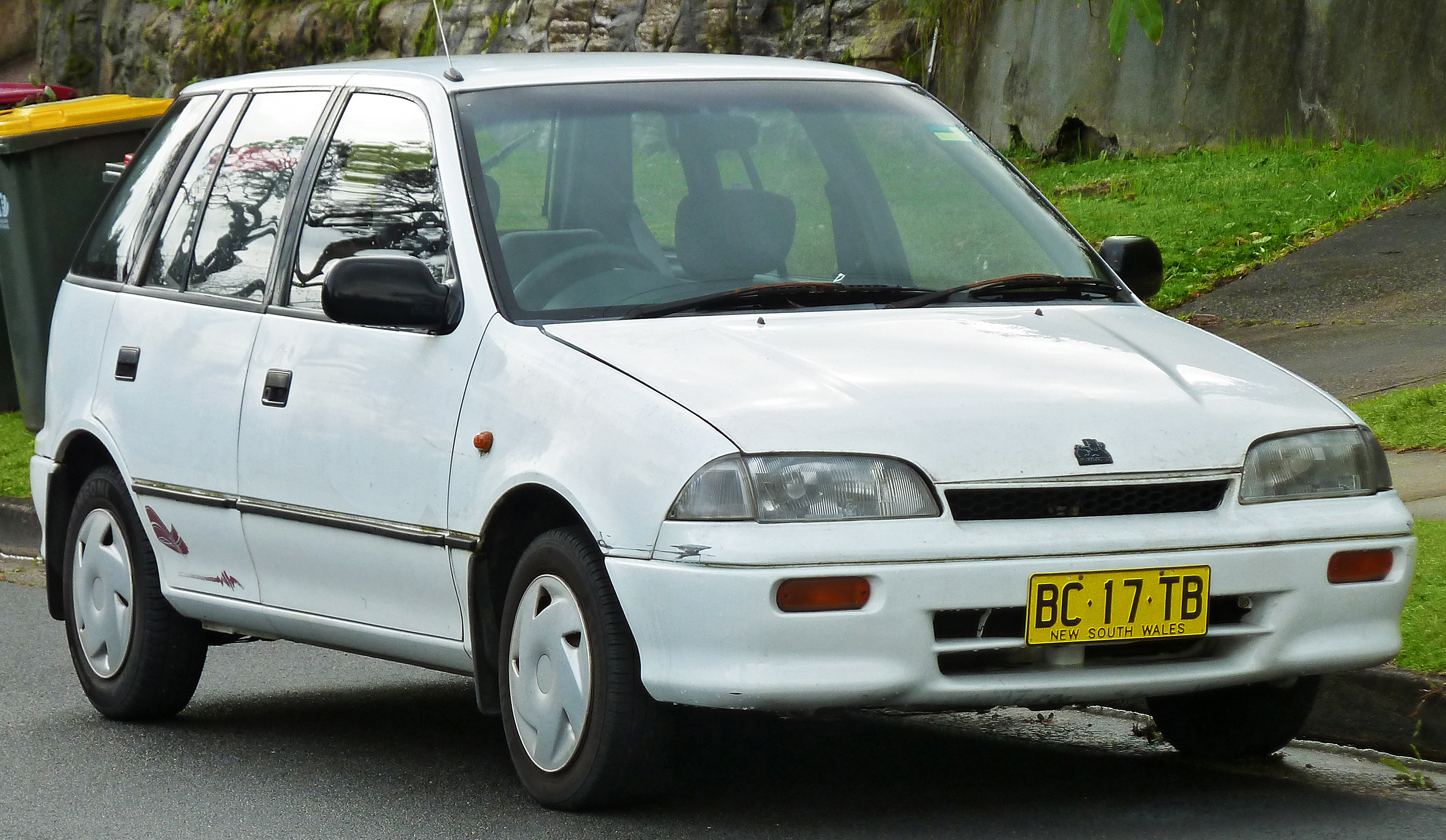
1991—1994 Holden Barina (MH)
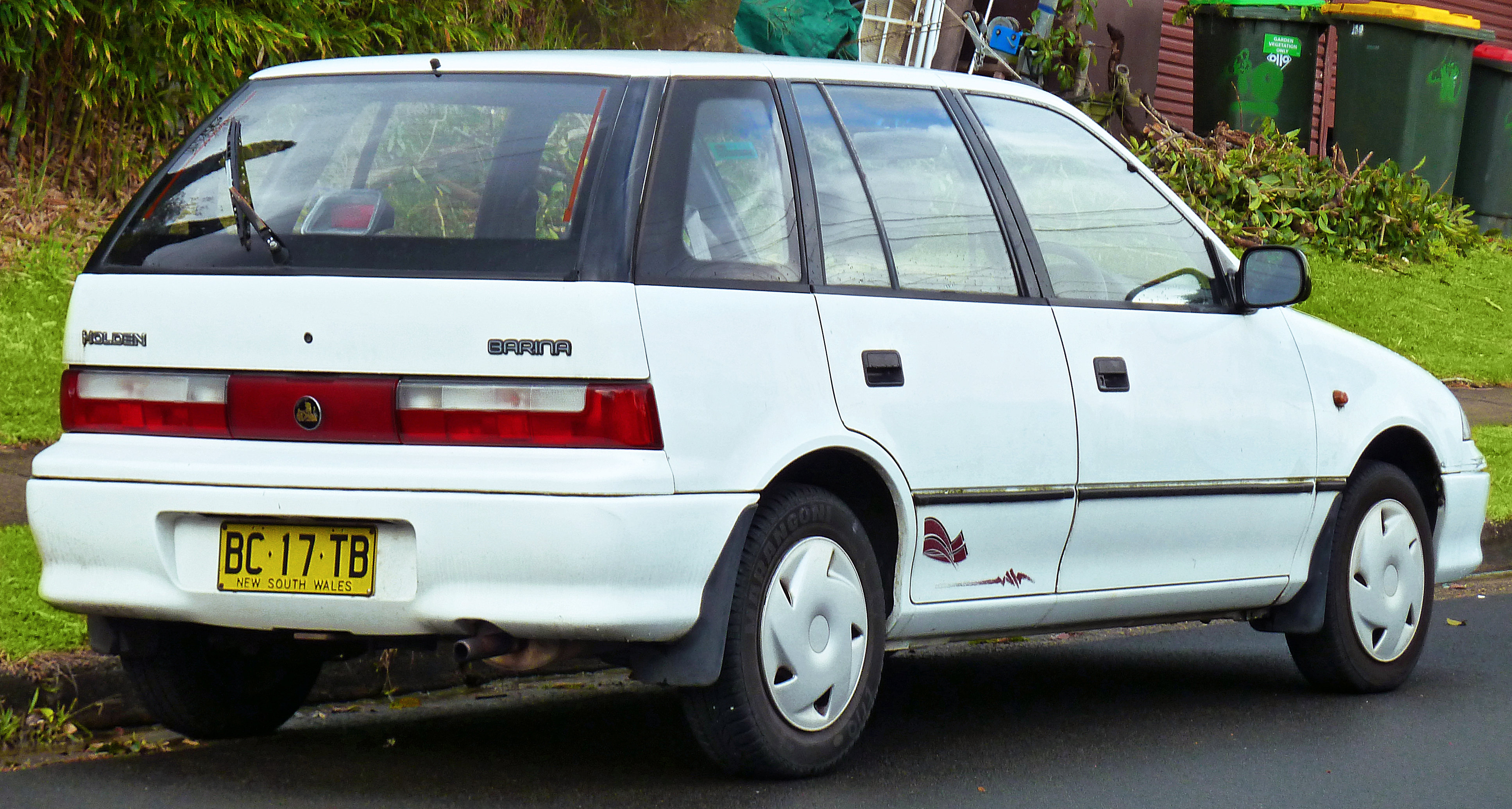
1991—1994 Holden Barina (MH)

## Третье поколение (SB; 1994—2000)
Третье поколение SB Barina, разработанное на базе Opel Corsa B, импортировалось из Испании. Выпуск начался в апреле 1994 года в кузовах трёх- или пятидверный хетчбэк. В разное время автомобиль оснащался четырёхцилиндровыми двигателями объёмом 1,2 и 1,4 л. Спортивная версия GSi оснащалась 1,6-литровым двигателем.

### До фейслифтинга
- 1.2 л C12NZ — City 3-дв. (1994—1997)
- 1.4 л C14NZ — City 3-дв. (1996—1997)
- 1.4 л C14NZ — Joy 3-дв. (1994—1995)
- 1.4 л C14NZ — Swing 5-дв. (1994—1997)
- 1.4 л C14NZ — Grand Prix 5-дв. (1996—1997) — special edition
- 1.6 л C16XE — GSi 3-дв. (1994—1995)
- 1.6 л X16XE — GSi 3-дв. (начало 1995—1997)

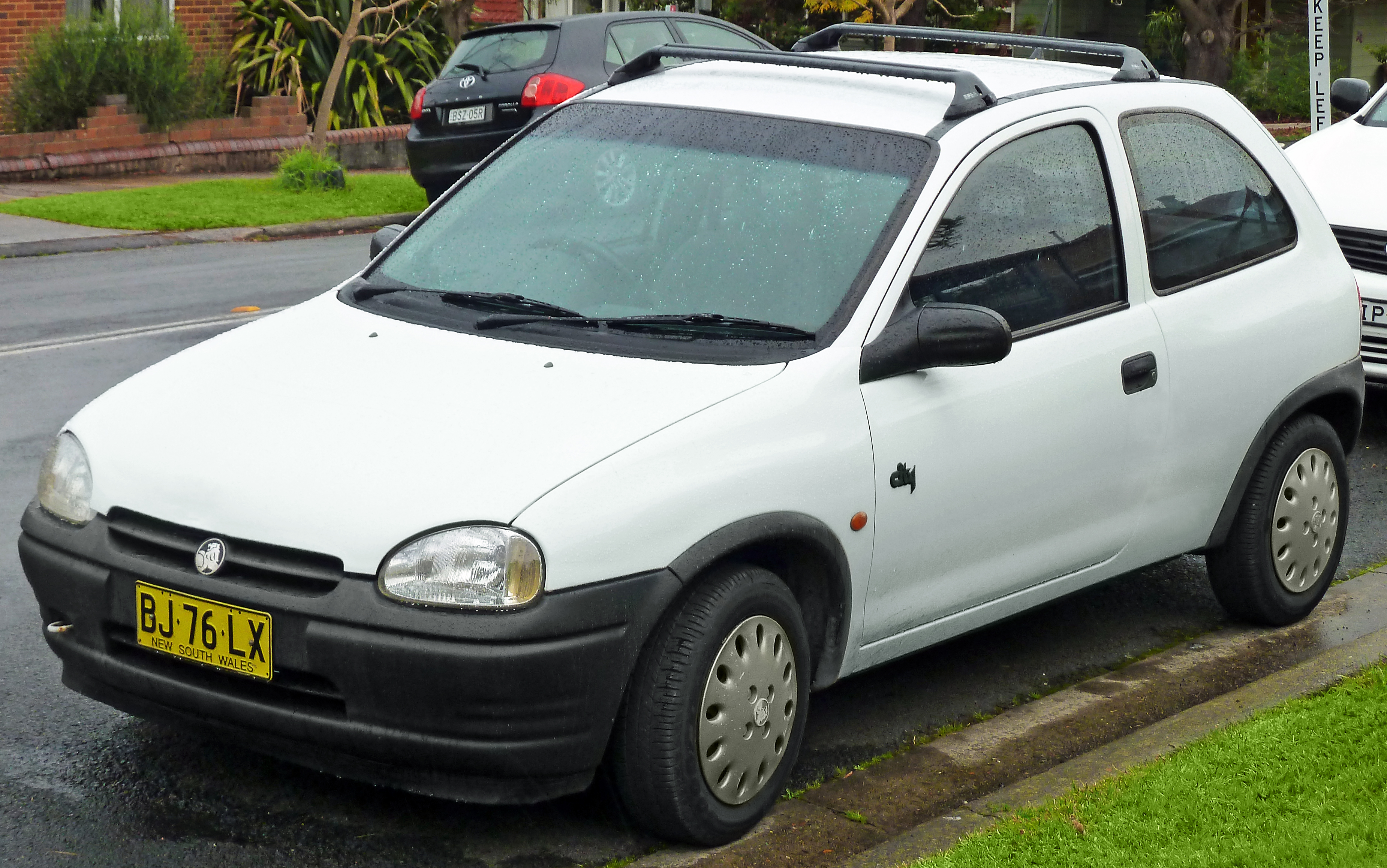
1996—1997 Holden Barina (SB) City 3-дв.
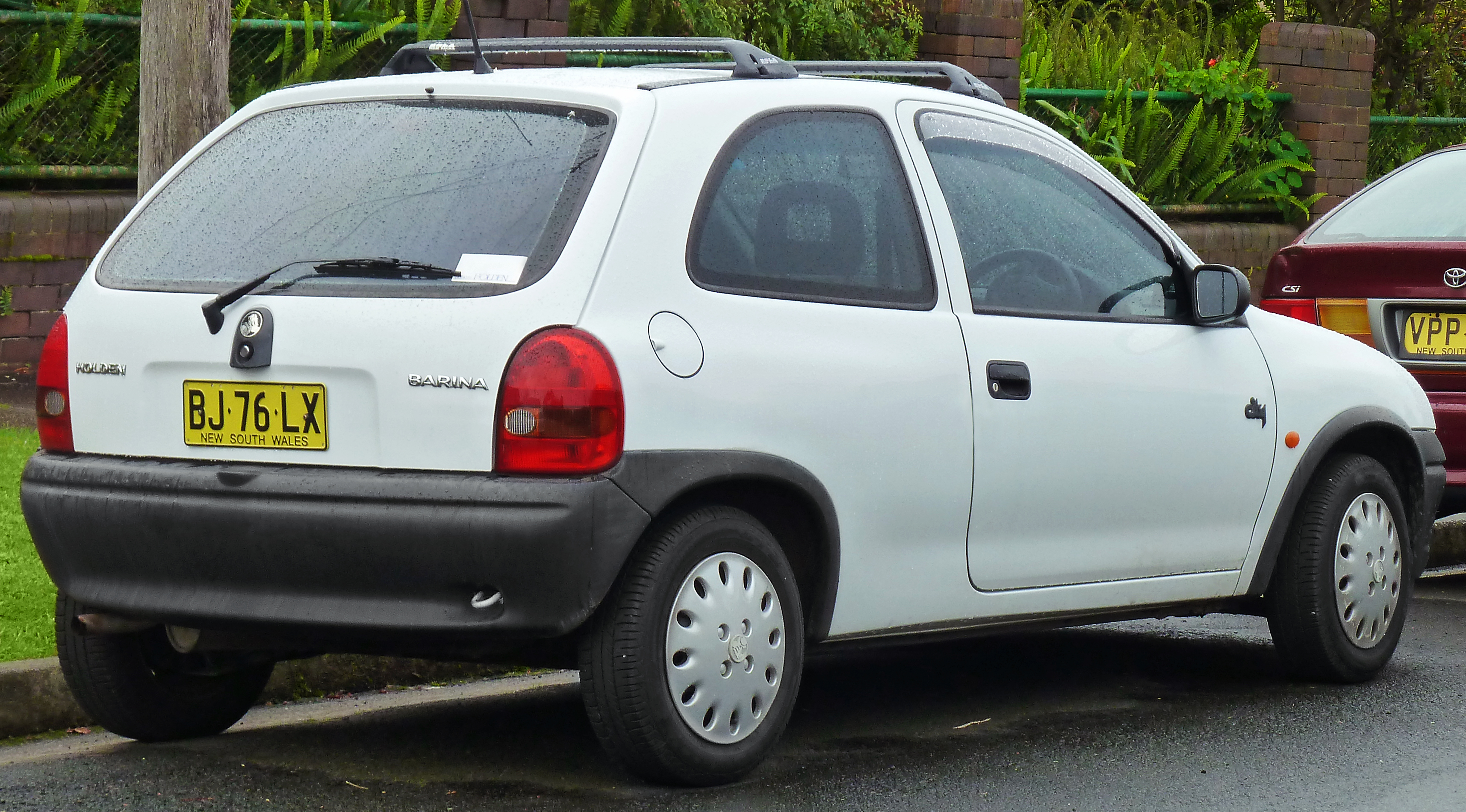
1996—1997 Holden Barina (SB) City 3-дв.
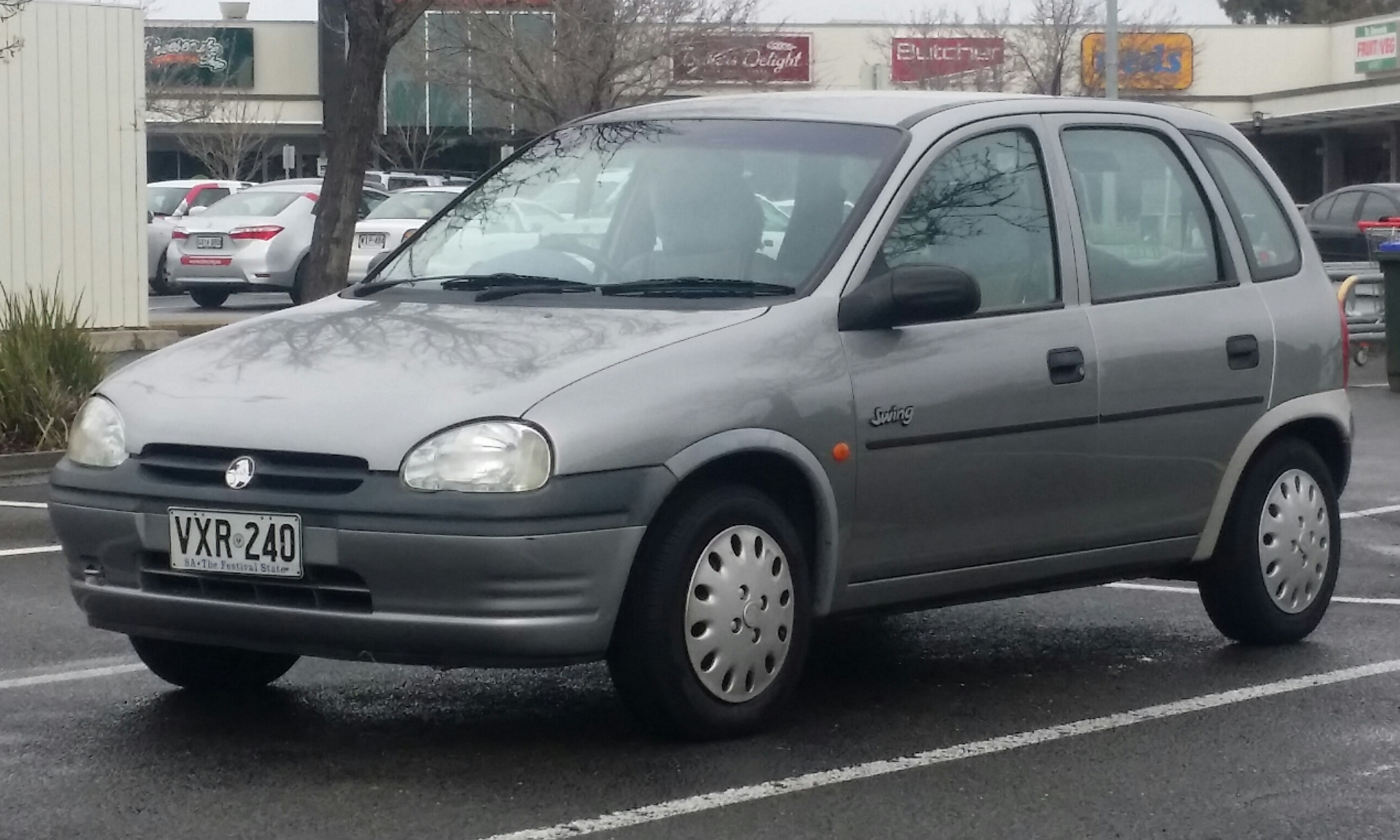
1995—1997 Holden Barina (SB) Swing 5-дв.
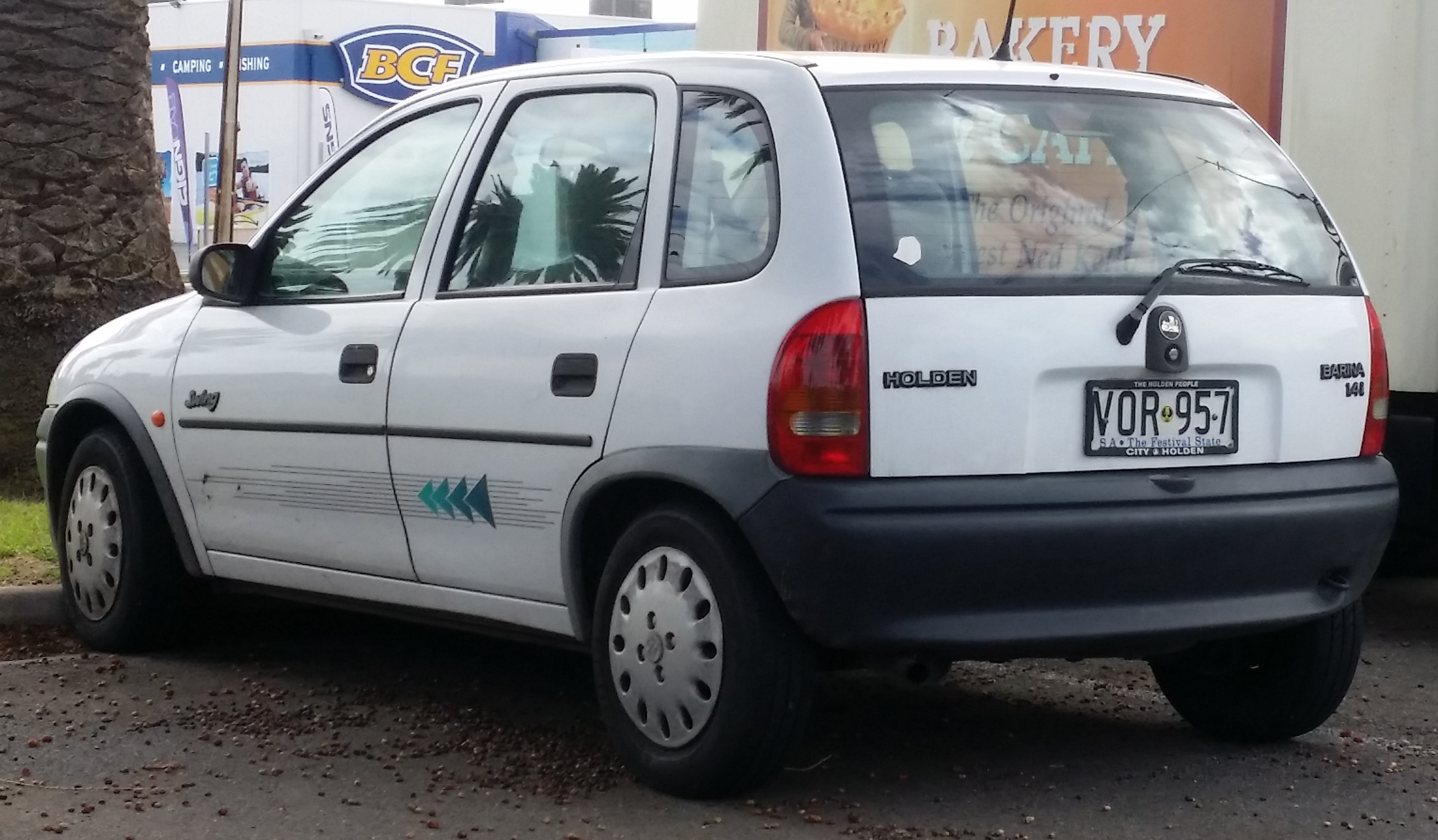
1995—1997 Holden Barina (SB) Swing 5-дв.

### После фейслифтинга
- 1.4 л C14SE — City 3-дв. (1997—2000)
- 1.4 л C14SE — Olympic City 3-дв. (1999—2000) — special edition
- 1.4 л C14SE — Swing 5-дв. (1997—2000)
- 1.4 л C14SE — Olympic Swing 5-дв. (1999—2000) — special edition
- 1.4 л C14SE — Lambada 5-дв. (1997) — special edition
- 1.4 л C14SE — Cabrio 3-дв. (1997—2000)
- 1.6 л X16SE — GSi 3-дв. (1997—1999)

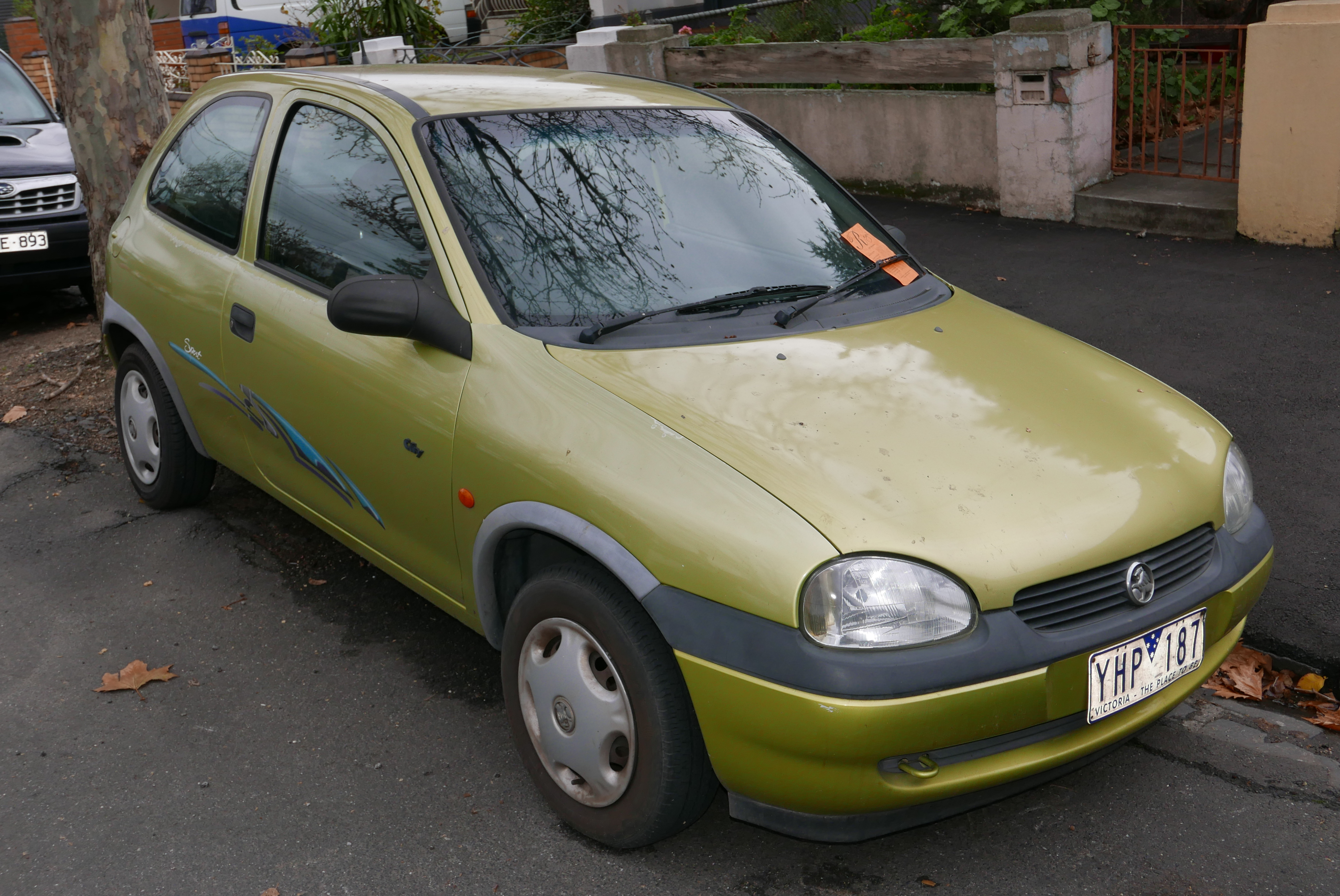
Holden Barina (SB)
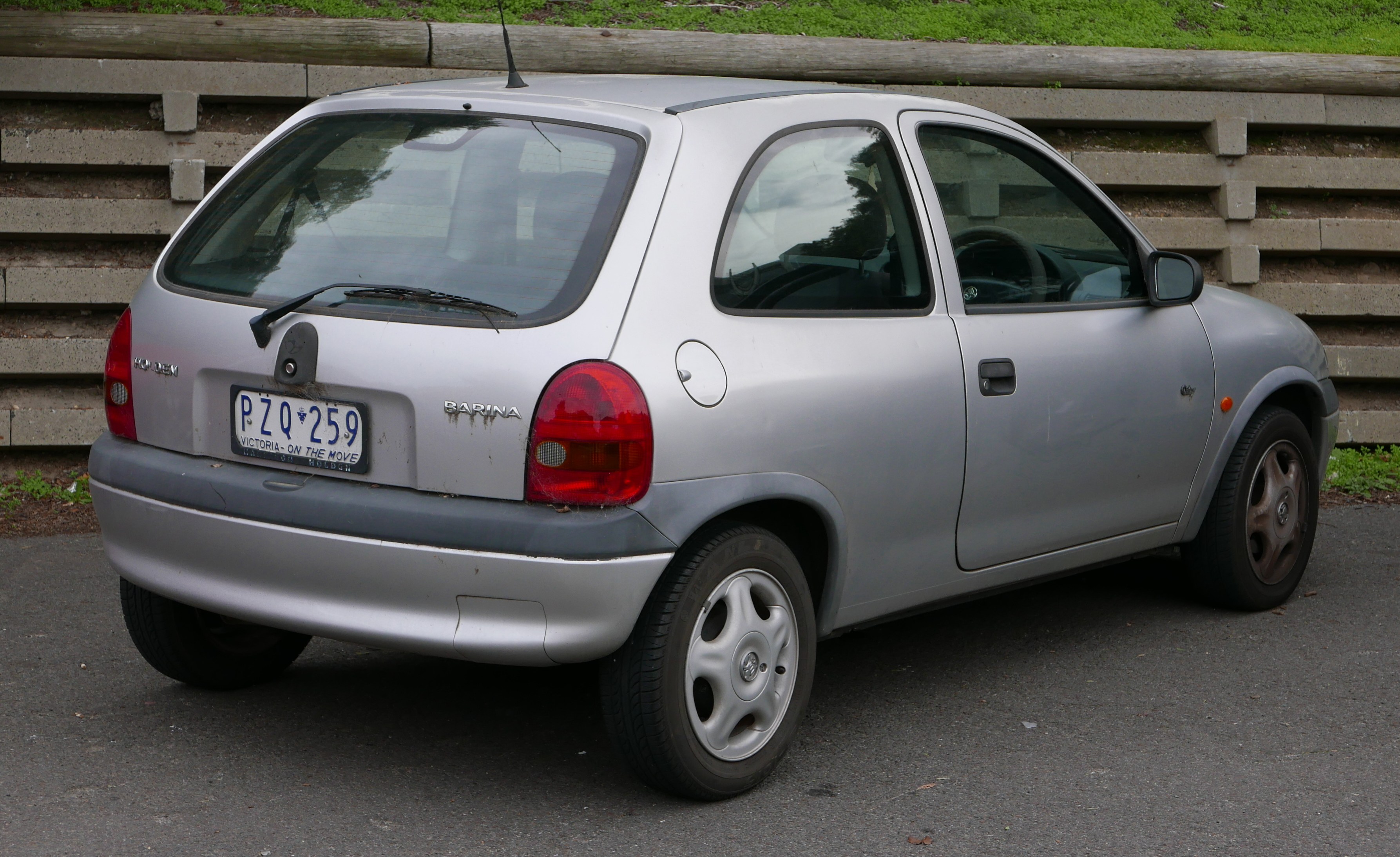
Holden Barina (SB)
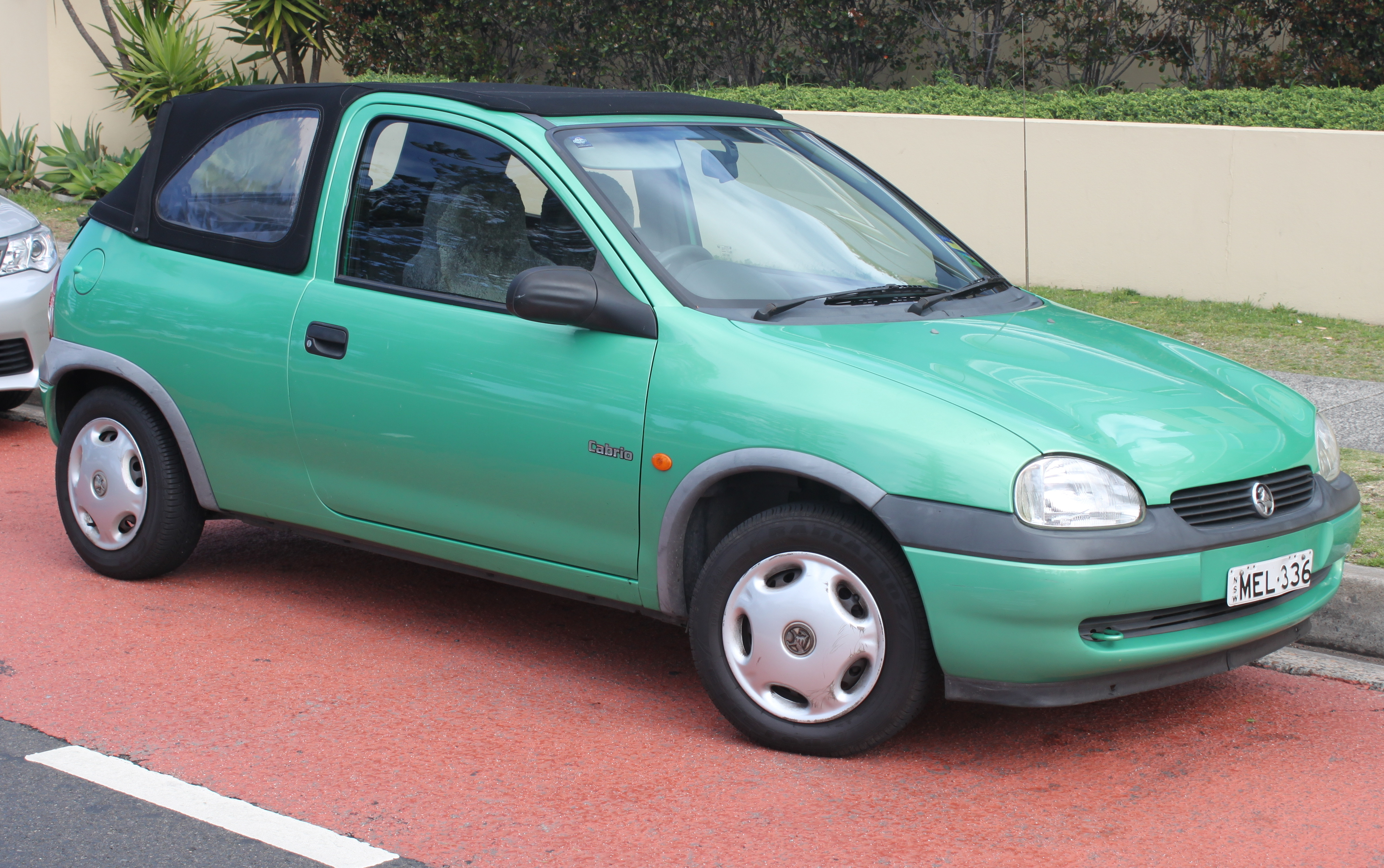
1998 Holden Barina (SB)
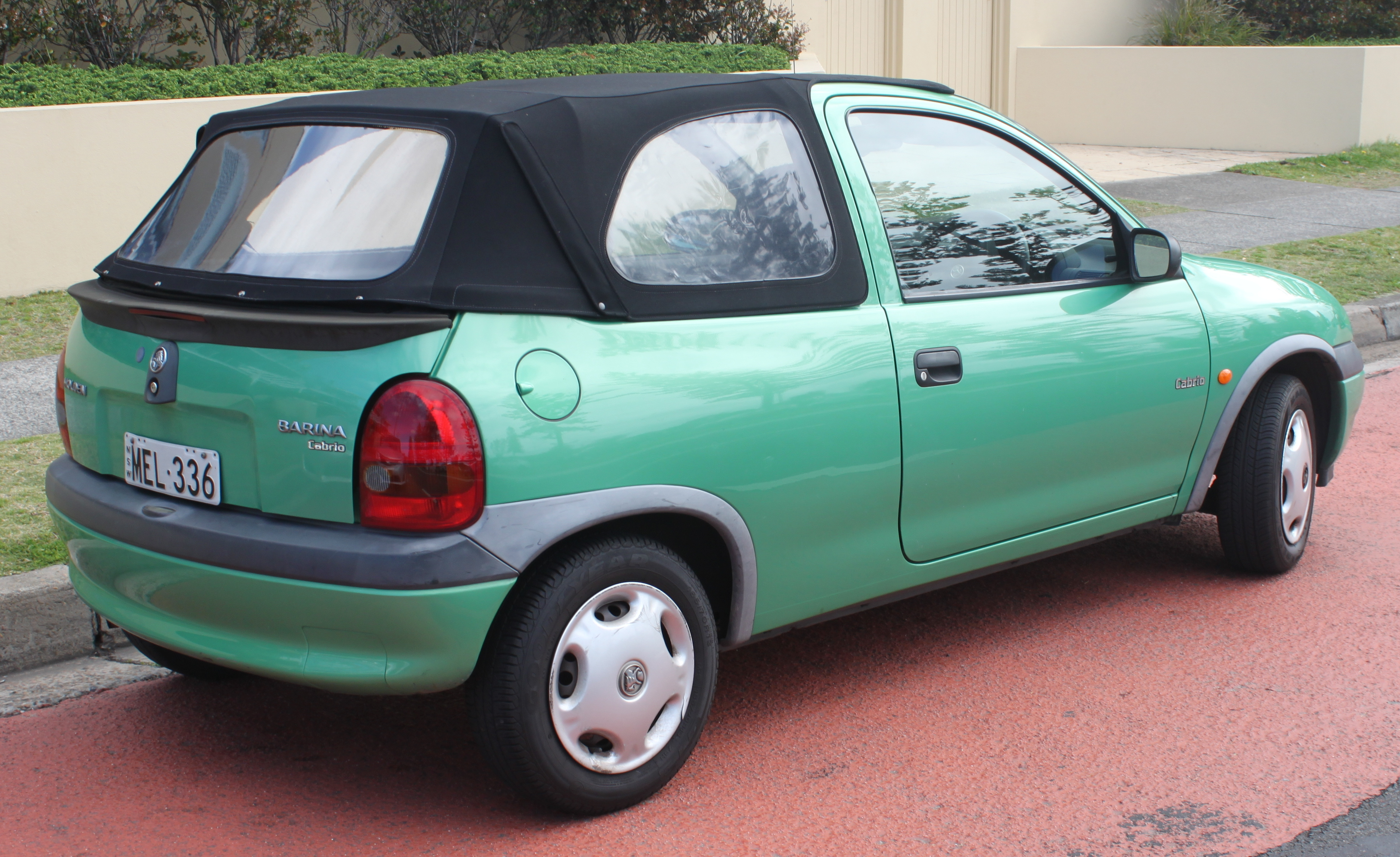
1998 Holden Barina (SB)

В августе 1997 года был добавлен многоточечный впрыск топлива по всему диапазону и модернизацию подвески для улучшения хода и управляемости. Бампера стали окрашиваться в цвет половины кузова. Изменения также коснулись радиаторной решётки, отделки и эмблемы.
В 1997 году начался выпуск автомобилей Holden Barina в комплектации Lambada (500 экземпляров). Были добавлены: люк на крыше, 14-дюймовые легкосплавные диски, бамперы в цветах кузова и гидроусилитель руля, который применялся в комплектации City. Варианты цветов: белый (Касабланка), синий (Atlantis) и мятно-зелёный. 
С ноября 1997 по конец 2000 года кабриолет на базе Holden Barina выпускался с мягким верхом. Всего было продано 581 автомобиль. Сборка была организована в Испании. После импорта в Австралию компания Holden организовала переоборудование в кабриолеты. Одновременно в Континентальной Европе с 1995 года продавался тот же концепт-кар, что и Opel Corsa Twister, переоборудованный R & R Kupfer в голландском городе Дордрехт. Небольшое количество было экспортировано в Великобританию в период с 1998 по 1999 год для продажи под брендом Vauxhall Corsa. 
Последние автомобили третьего поколения был выпущены в 2000 году и продавались до 2001 года. В рейтингах безопасности подержанных автомобилей 2008 года SB Barina был оценён как обеспечивающий «среднюю» защиту. 

## Четвёртое поколение (XC; 2001—2005)
Четвёртое поколение XC Barina начало выпускаться в апреле 2001 года на базе Opel Corsa C. На рынках Австралии автомобиль продавался в трёх- и пятидверных конфигурациях. В движение Barina приводился 1,4-литровым 16-клапанным двигателем Z14XE. В сентябре 2001 года в моторную гамму был добавлен 1,8-литровый двигатель Z18XE. Модели Equipe выпускались ограниченным тиражом в апреле 2002 года.
В январе 2003 года в связи с обновлением MY03 трёхдверные SXi и пятидверные CD заменили базовые модели с двигателями объёмом 1,4 литра, но замедление продаж побудило Holden снова вернуться к названиям базовых моделей без маркировки с середины 2004 года (MY04.5), несмотря на рестайлинг в январе 2004 года (MY04), который включал новую обработку передней части, некоторые модификации рулевого управления и подвески, изменения отделки салона и сильно переработанный 1,4-литровый двигатель в базовой модели Barina только с ручным управлением.
В рейтинге безопасности подержанных автомобилей 2008 года XC Barina был оценён как обеспечивающий уровень защиты пассажиров «лучше среднего» в случае аварии (4 звезды из 5).

### До фейслифтинга
- 1.4 л Z14XE — «base» 3-дв. (2001—2002)
- 1.4 л Z14XE — «base» 5-дв. (2001—2002)
- 1.4 л Z14XE — Equipe 3-дв. (2002)
- 1.4 л Z14XE — Equipe 5-дв. (2002)
- 1.4 л Z14XE — SXi 3-дв. (2003; MY03)
- 1.4 л Z14XE — CD 5-дв. (2003; MY03)
- 1.8 л Z18XE — SRi 3-дв. (2001—2003)

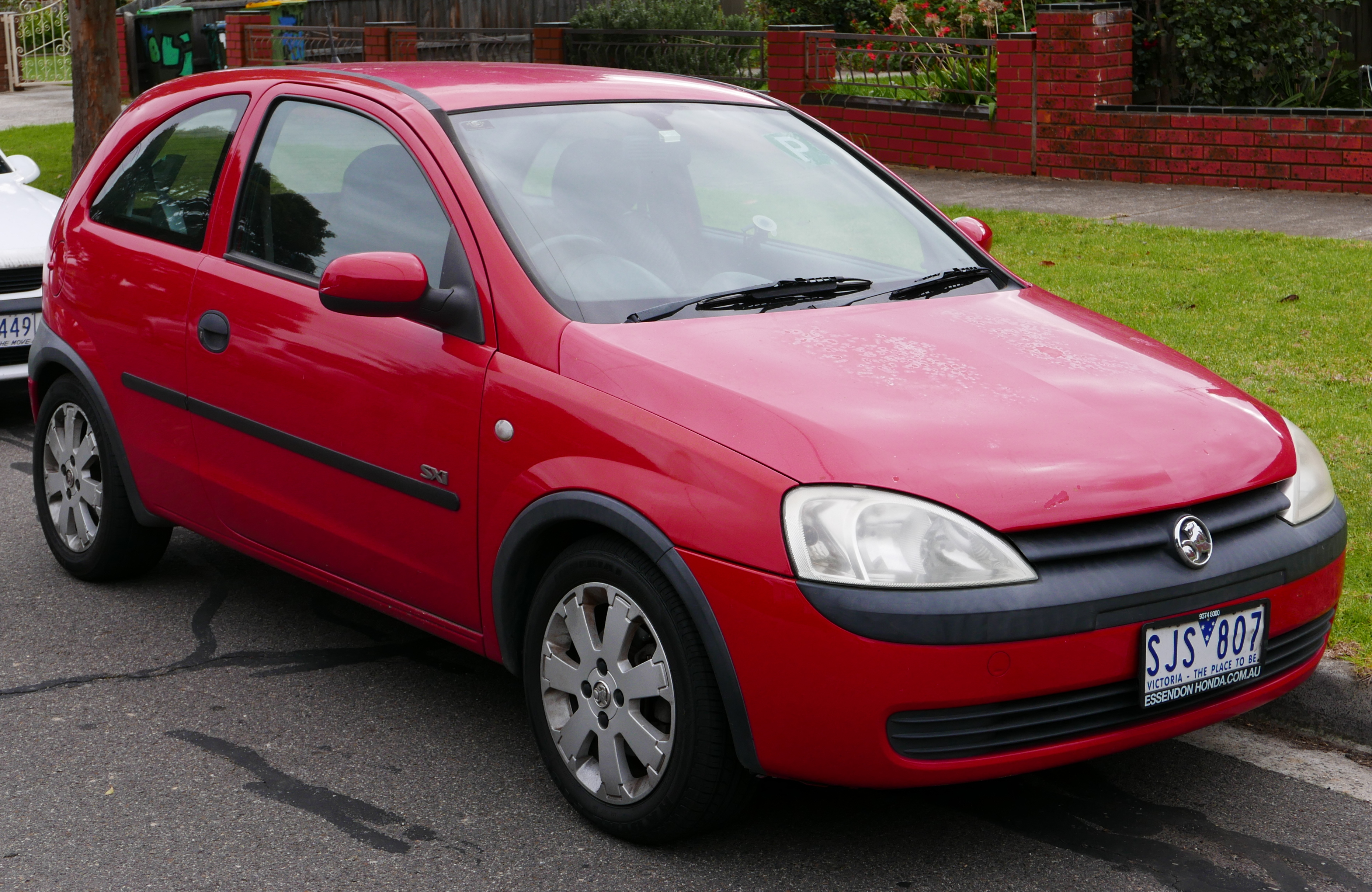
2003 Holden Barina
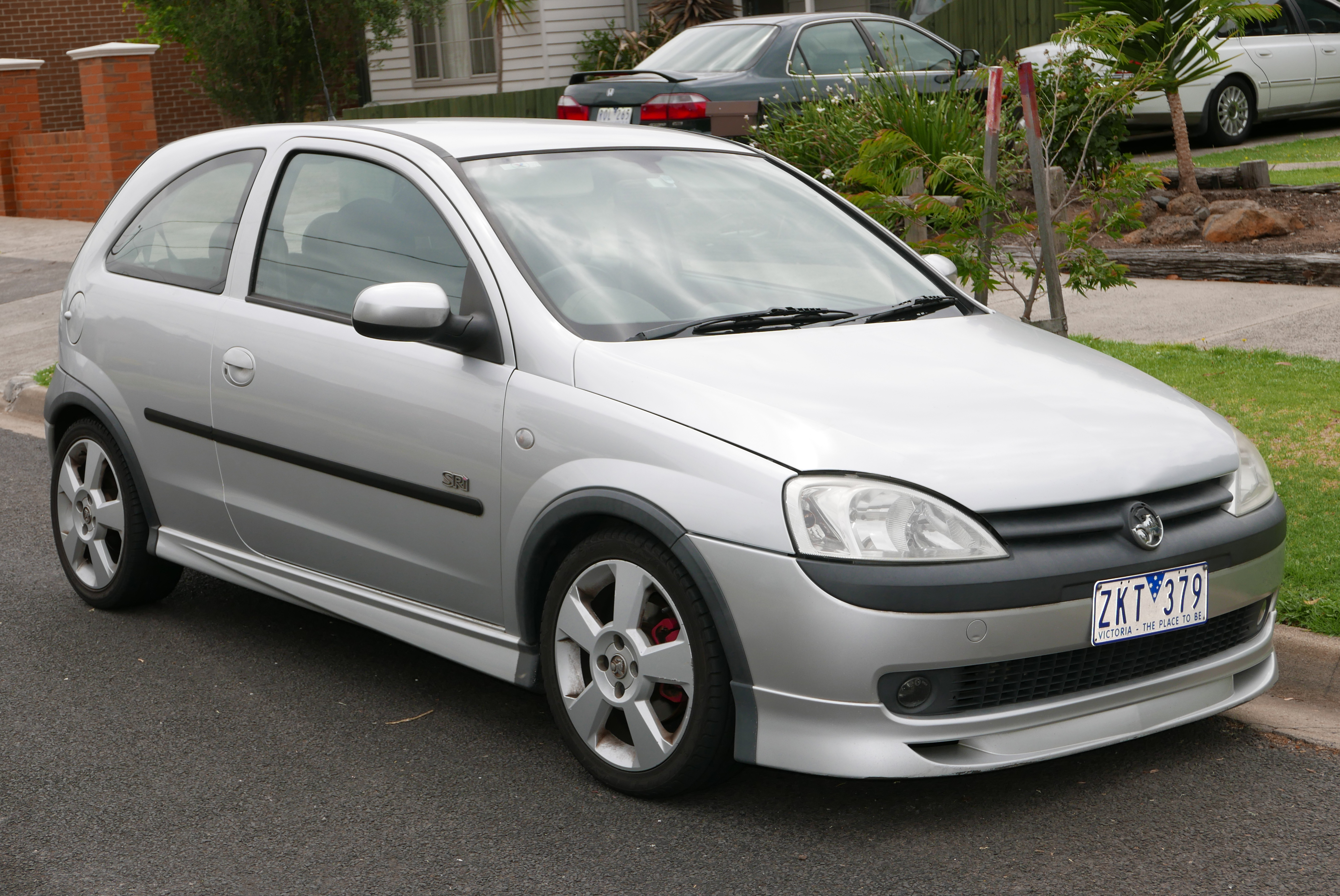
Holden Barina SRi
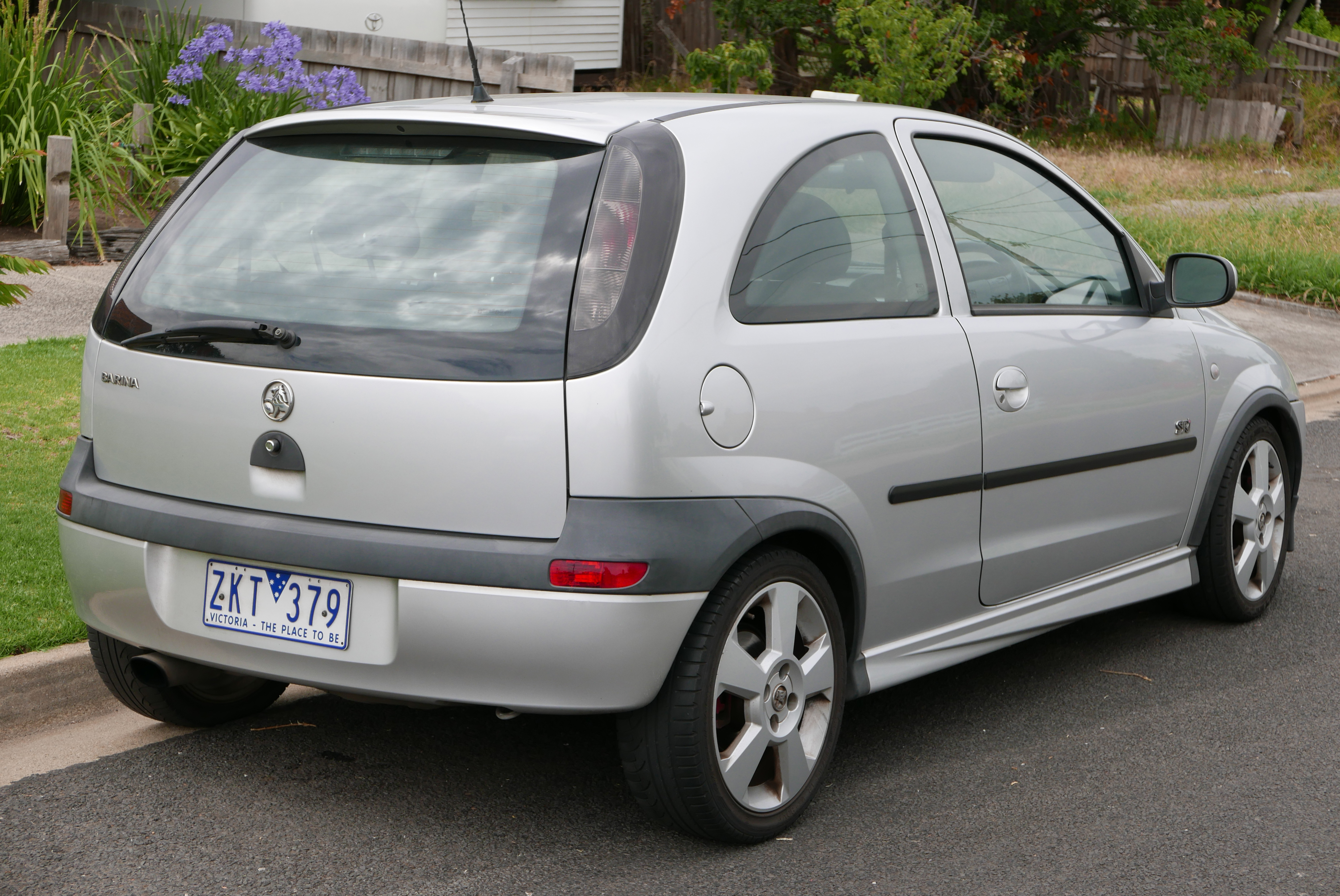
Holden Barina SRi
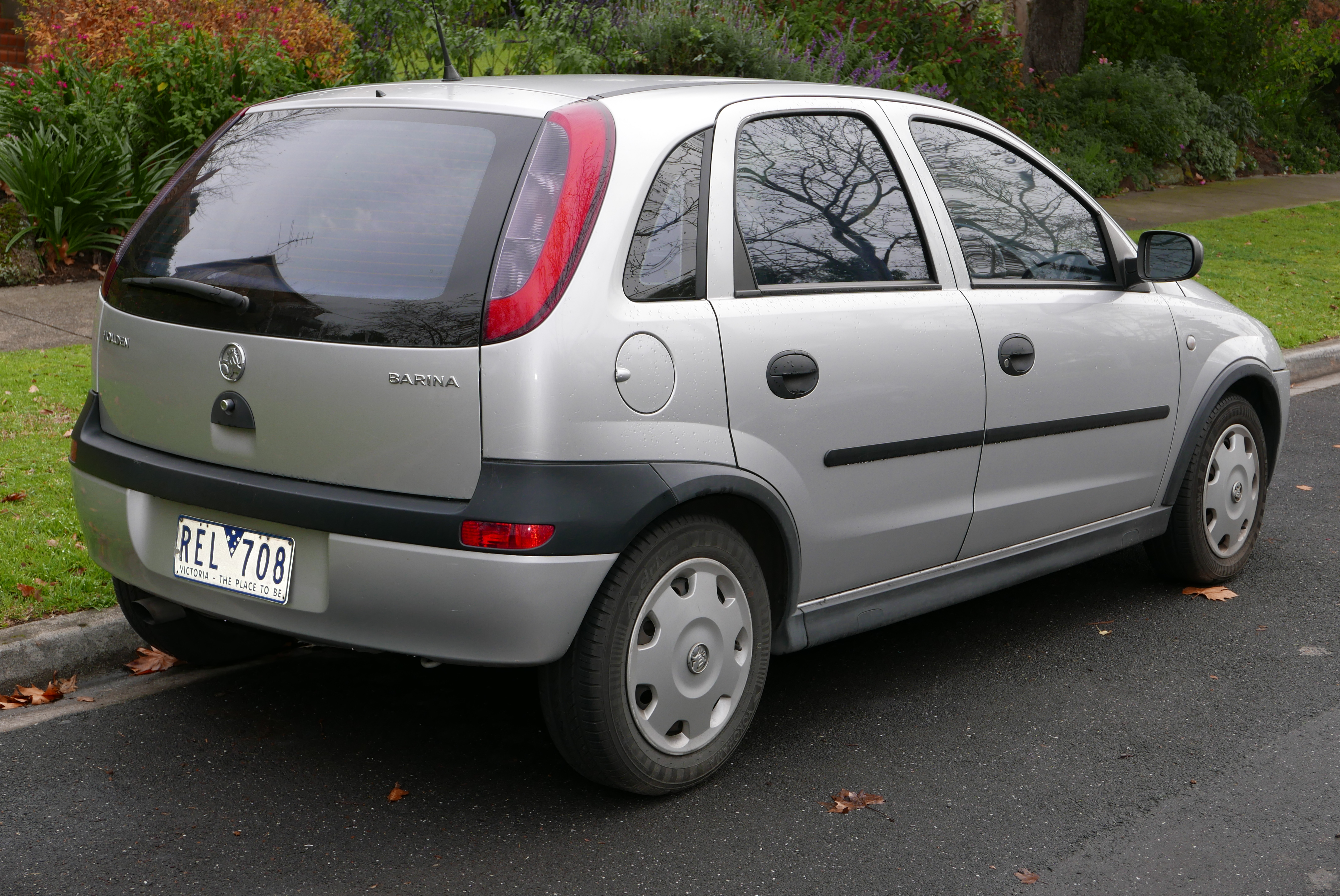
2001 Holden Barina

### После фейслифтинга
- 1.4 л Z14XEP — SXi 3-дв. (2004; MY04)
- 1.4 л Z14XEP — CD 5-дв. (2004; MY04)
- 1.4 л Z14XEP — «base» 3-дв. (2004—2005; MY04.5 и MY05)
- 1.4 л Z14XEP — «base» 5-дв. (2004—2005; MY04.5 и MY05)
- 1.8 л Z18XE — SRi 3-дв. (2004—2005)

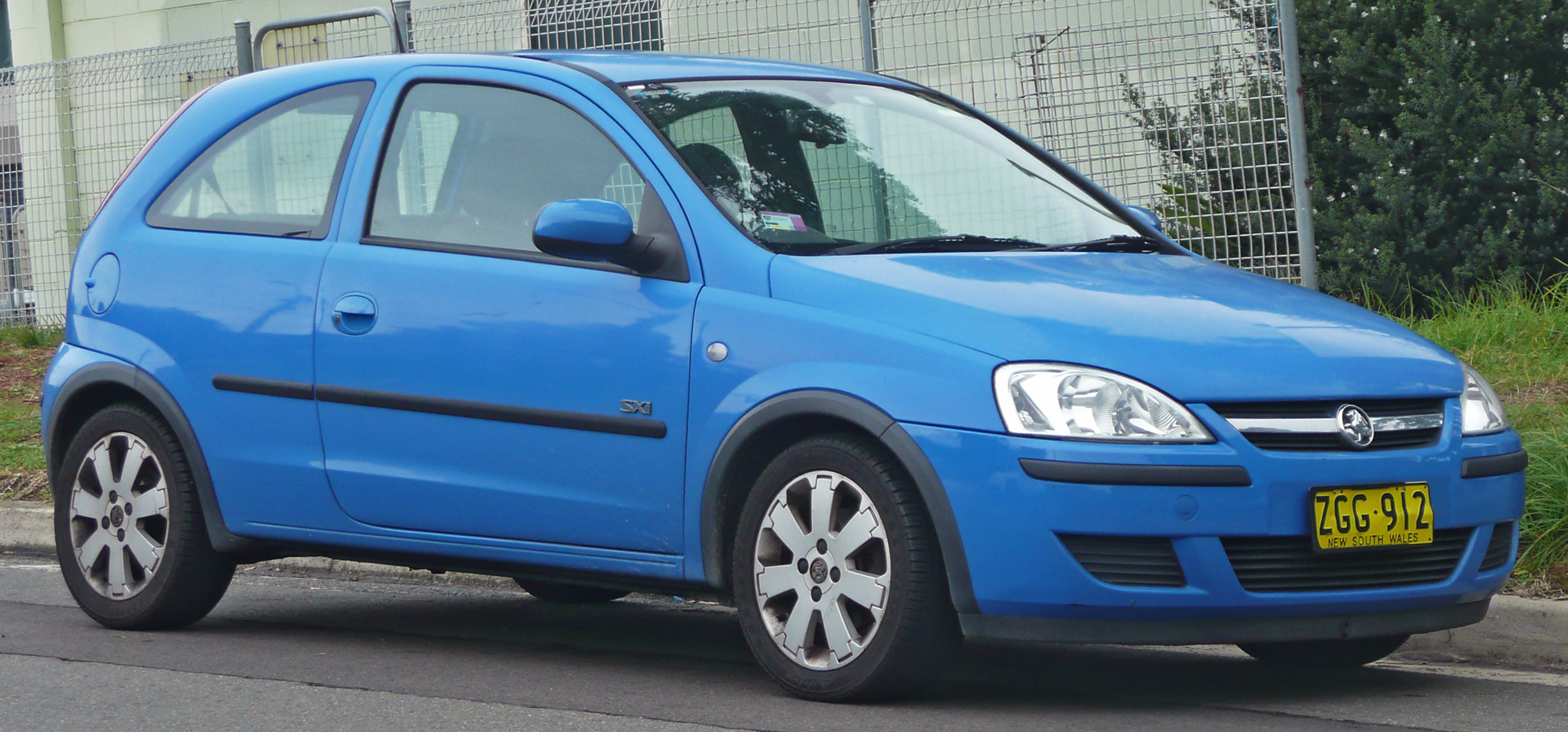
2004 Holden Barina (XC MY04) SXi
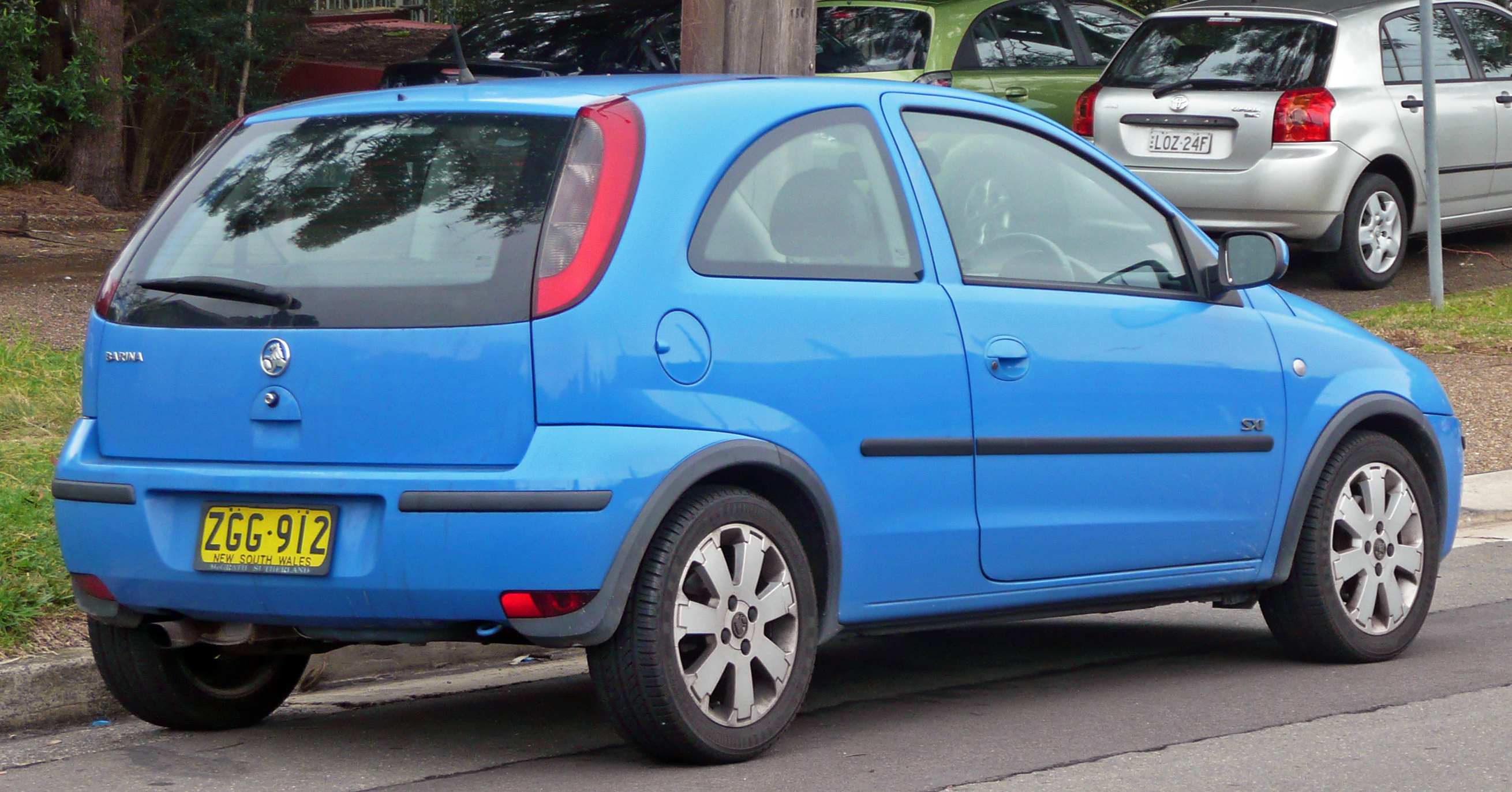
2004 Holden Barina (XC MY04) SXi
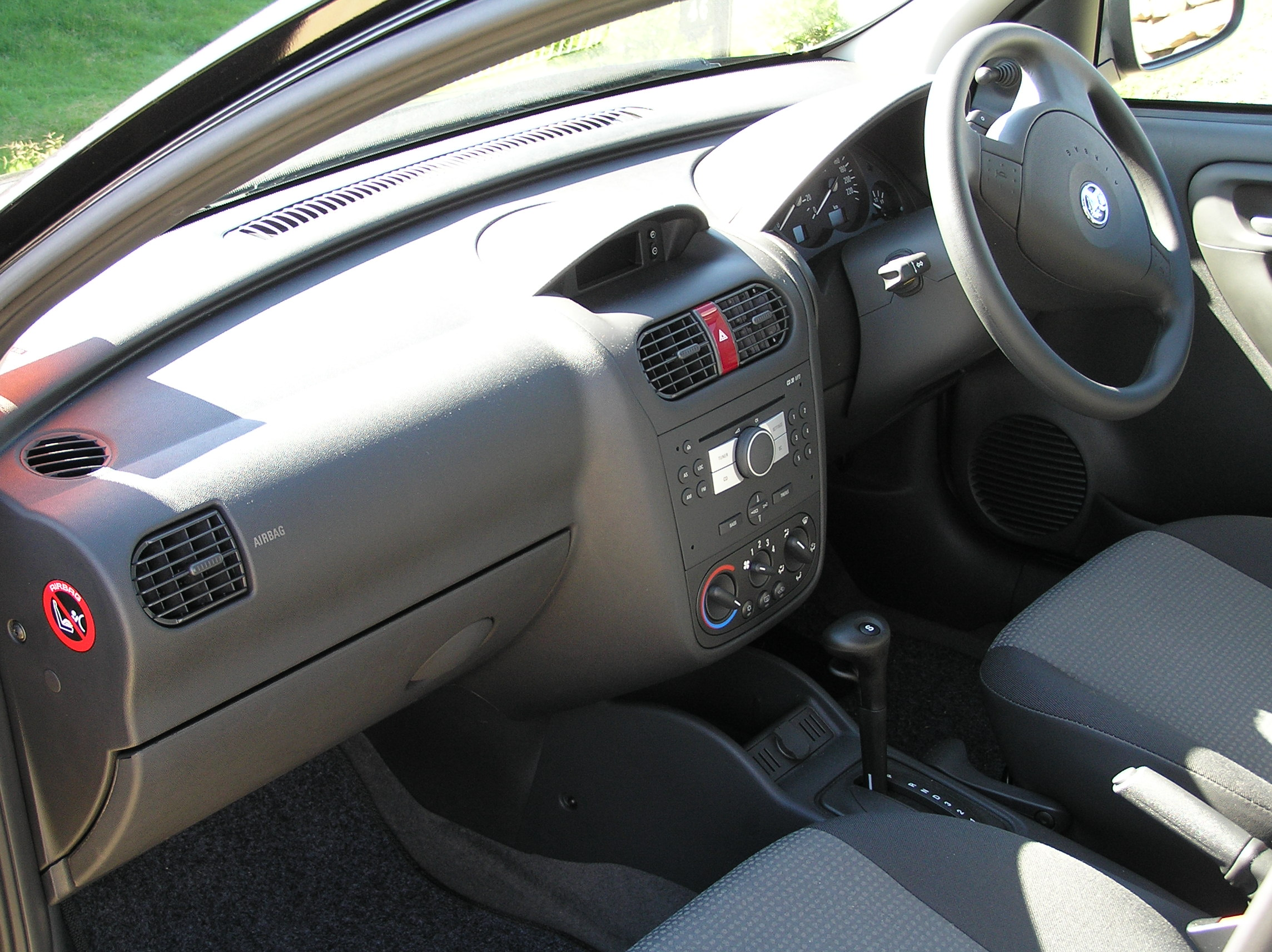
Интерьер

## Пятое поколение (TK; 2005—2011)

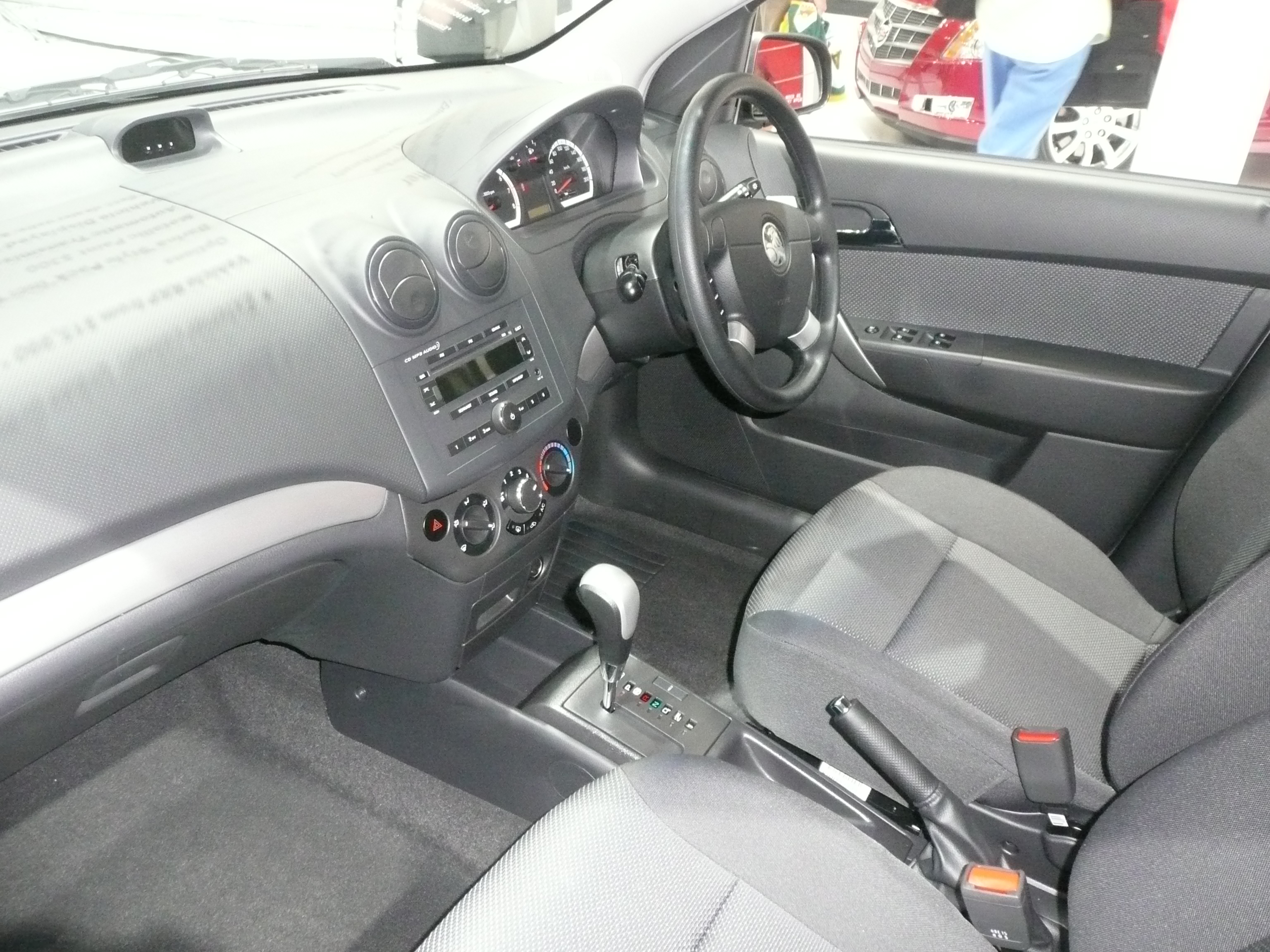
Интерьер

В декабре 2005 года Holden Barina начал выпускаться на базе Chevrolet Aveo. В феврале 2006 года в продажу поступил первый четырёхдверный седан под индексом Barina. Он оснащён 1,6-литровым 16-клапанным двухкамерным рядным четырёхцилиндровым двигателем F16D3 производства Daewoo. Barina продавался в единственной комплектации TK от 12990 до 13490 долларов.
Holden Barina производства Daewoo получил более низкий рейтинг ANCAP на две звезды из пяти, чем его предшественник европейского производства на базе Opel. Критика была сосредоточена на седане Barina TK 2006 года выпуска из-за этих результатов краш-тестов, одних из худших в истории. В результате Денни Муни, управляющий директор Holden, был вынужден публично защищать предполагаемую плохую репутацию TK Barina.

### До фейслифтинга

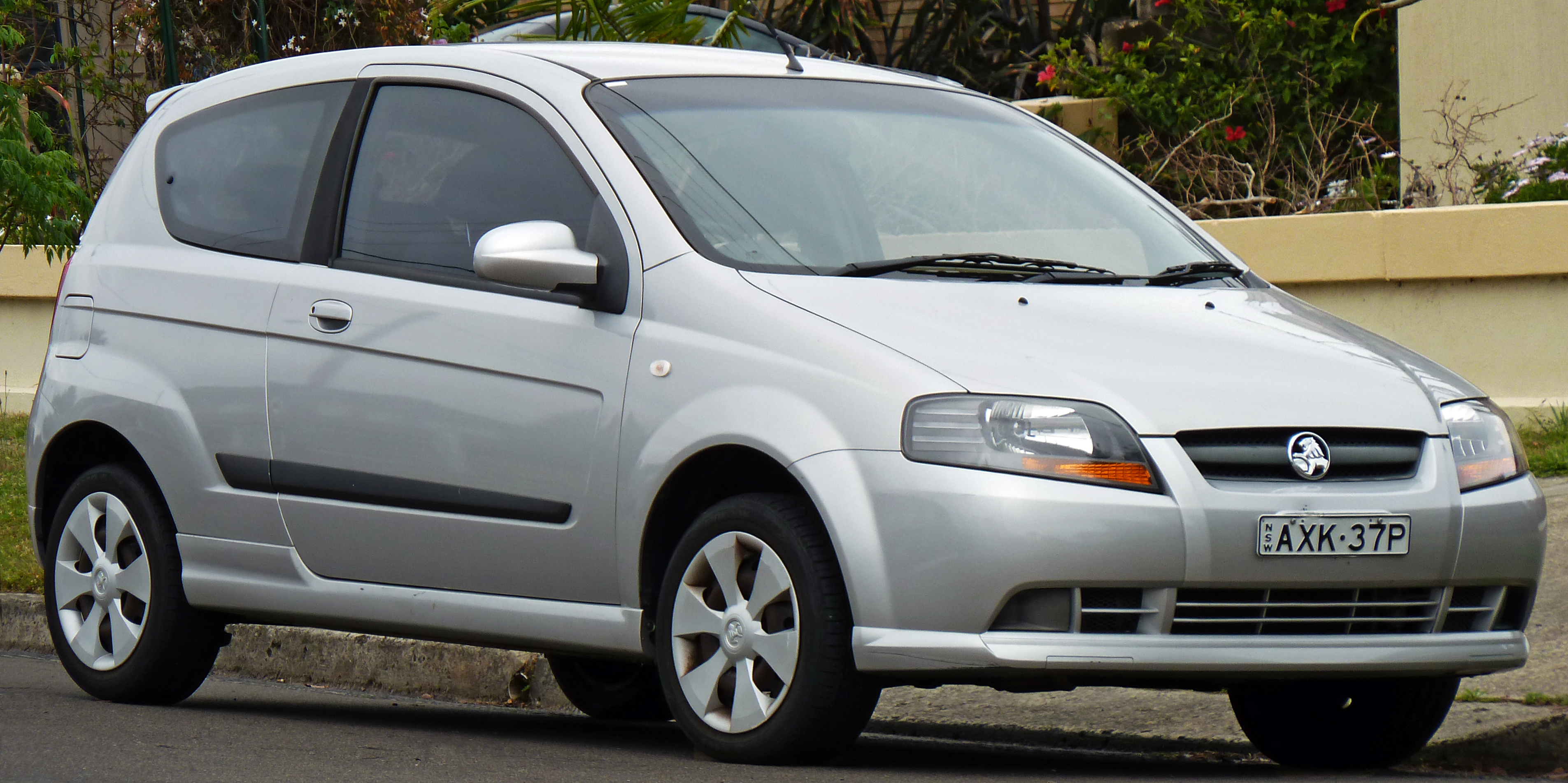
2006 Holden Barina (TK)
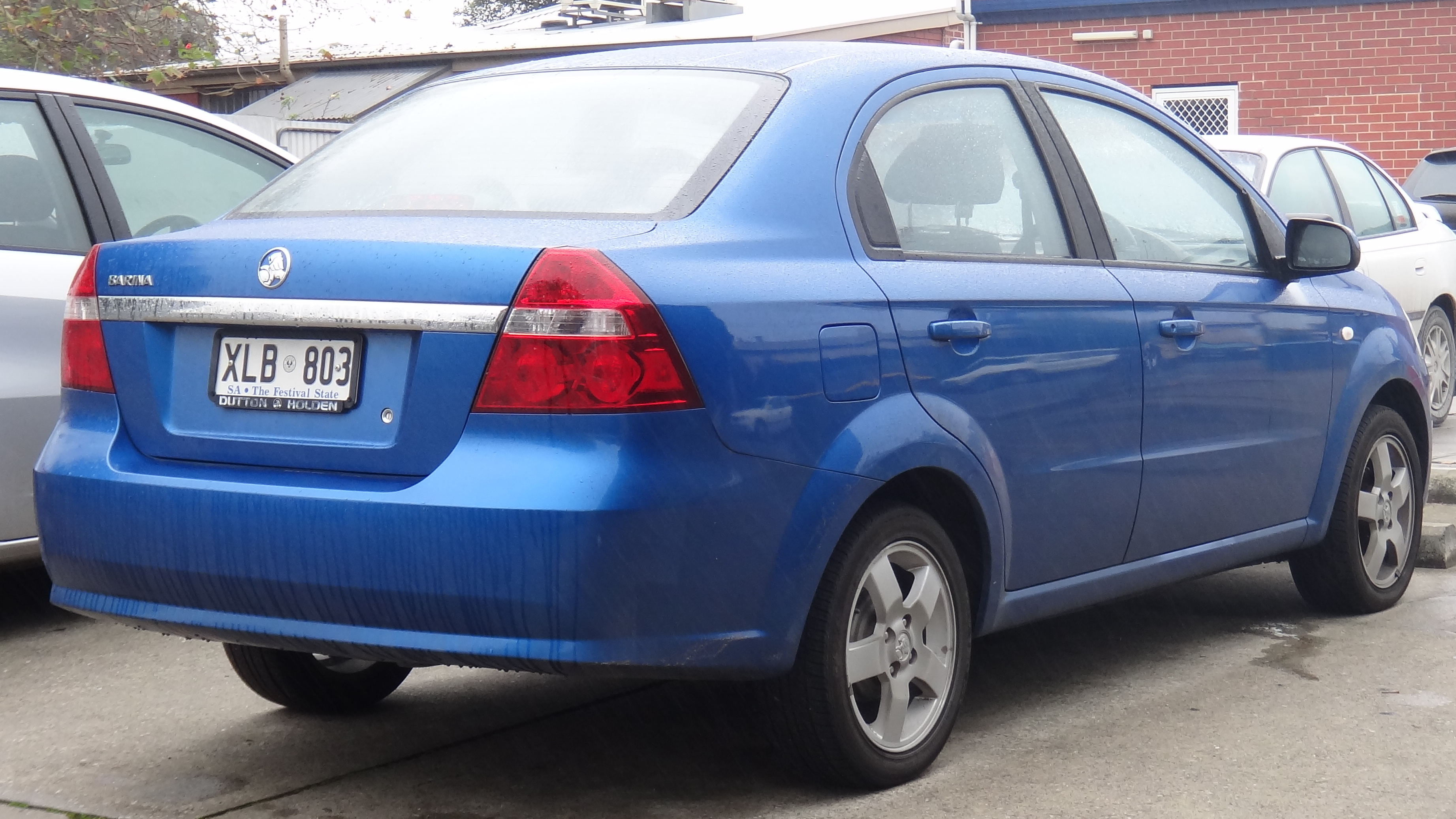
Вид сзади

### Фейслифтинг
TK Barina прошёл фейслифтинг в августе 2008 года. Изменения коснулись радиаторной решётки, светотехники и интерьера. Электрические стеклоподъёмники и зеркала заднего вида были стандартизированы в обновленной спецификации Barina. В целях безопасности в стандартную комплектацию включены подушки безопасности от бокового удара. В результате этого и конструктивных улучшений, включая усиленную высокопрочной сталью переднюю стойку, ANCAP оценил автомобиль на четыре звезды из пяти.

Общие проблемы заключались в использовании необычной конструкции корпуса термостата из цельного пластика на двигателе, который мог выйти из строя и расколоться из-за повторяющихся циклов нагружения и нагрева. Система ABS известна электрическими неисправностями и отказом системы ABS работать, если загорается контрольная лампа. На моделях начала 2006 года износ передних шин был высоким из-за заводских настроек развала подвески, которые были пересмотрены к 2008 году. Автомобили с автоматической коробкой передач также подлежали отзыву из-за внутренних соленоидов переключения передач, не позволяющих автомобилю переключаться выше 3-й передачи.

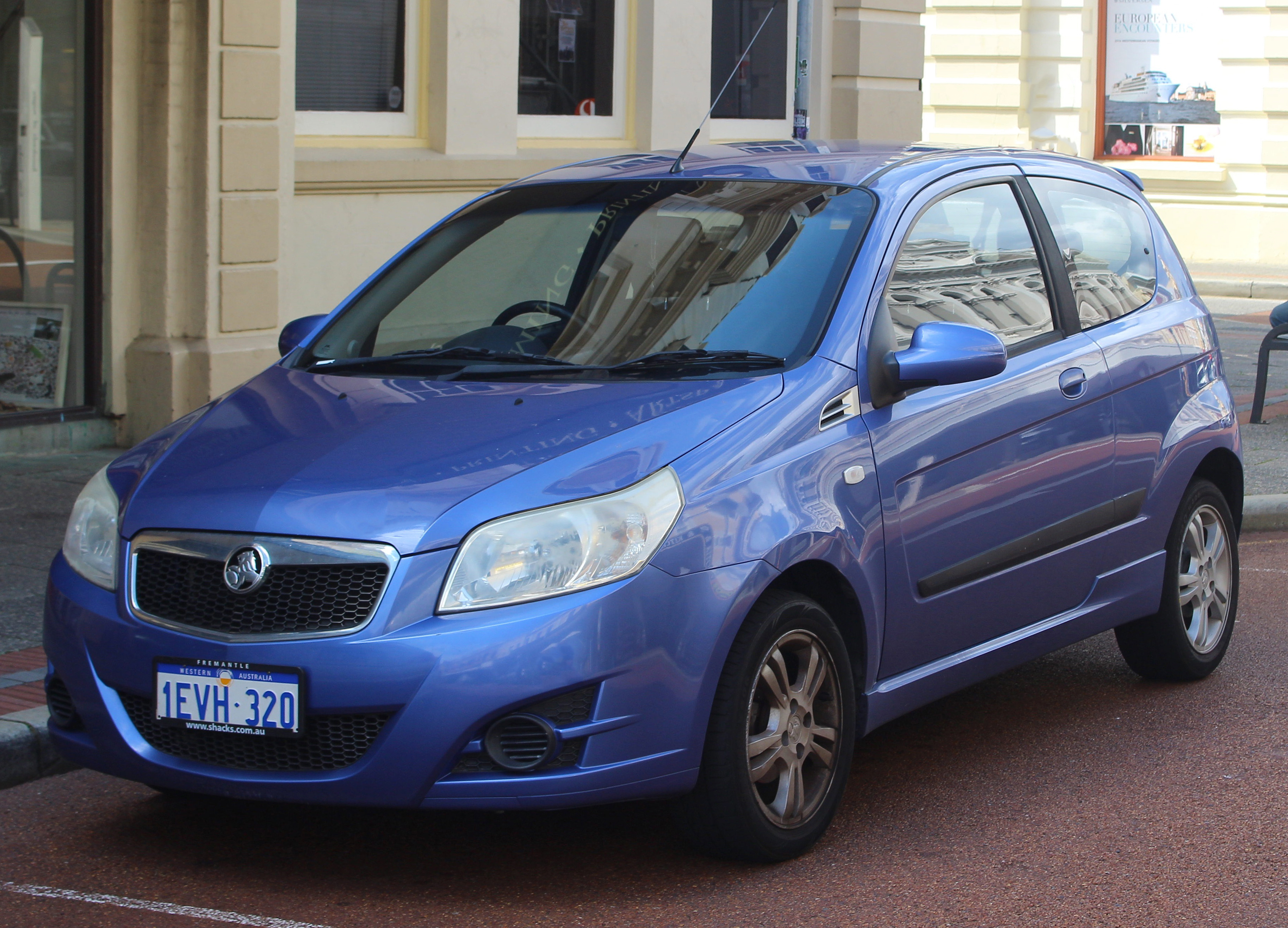
Вид спереди
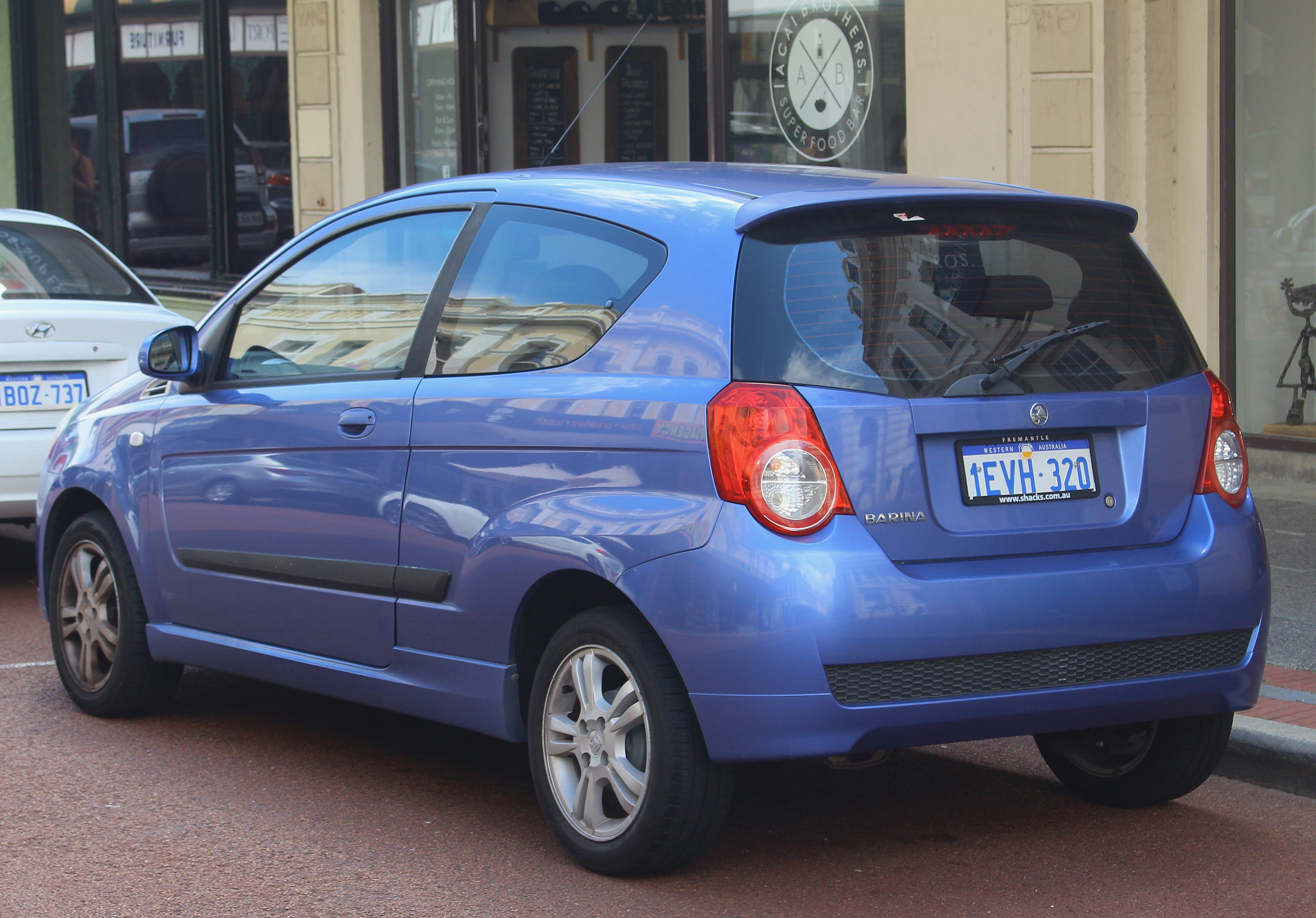
Вид сзади

## Шестое поколение (TM; 2011—2018)
Шестое поколение Barina дебютировало в 2011 году на Австралийском международном автосалоне в Мельбурне. Пятидверный хетчбэк был запущен в производство в ноябре 2011 года, а седан — в феврале 2012 года. TM Barina имеет интерьер, идентичный Barina Spark. Серия TM приводилась в движение 1,6-литровым бензиновым двигателем в паре с пяти-/шестиступенчатой механической или же с шестиступенчатой автоматической трансмиссией. Базовой моделью стала Aveo (T300). 
В 2015 году был представлен ограниченный тираж Barina X, основанный на модели CD. Для австралийского рынка было произведено всего 700 из них. 
В ноябре 2016 года Holden Barina прошёл рестайлинг. Изменения коснулись интерьера и экстерьера. RS и седан были сняты с производства. 
14 сентября 2018 года было объявлено о снятии с производства Holden Barina. 

### До фейслифтинга
- 1.6 л «F1III» — CD 5-дв. (2011—2016)
- 1.6 л «F1III» — CD 4-дв. (2012—2016)
- 1.6 л «F1III» — CDX 5-дв. (2012—2016)
- 1.6 л «F1III» — CDX 4-дв. (2012—2016)
- 1.4 л «LUV» — RS 5-дв. (2013—2016)

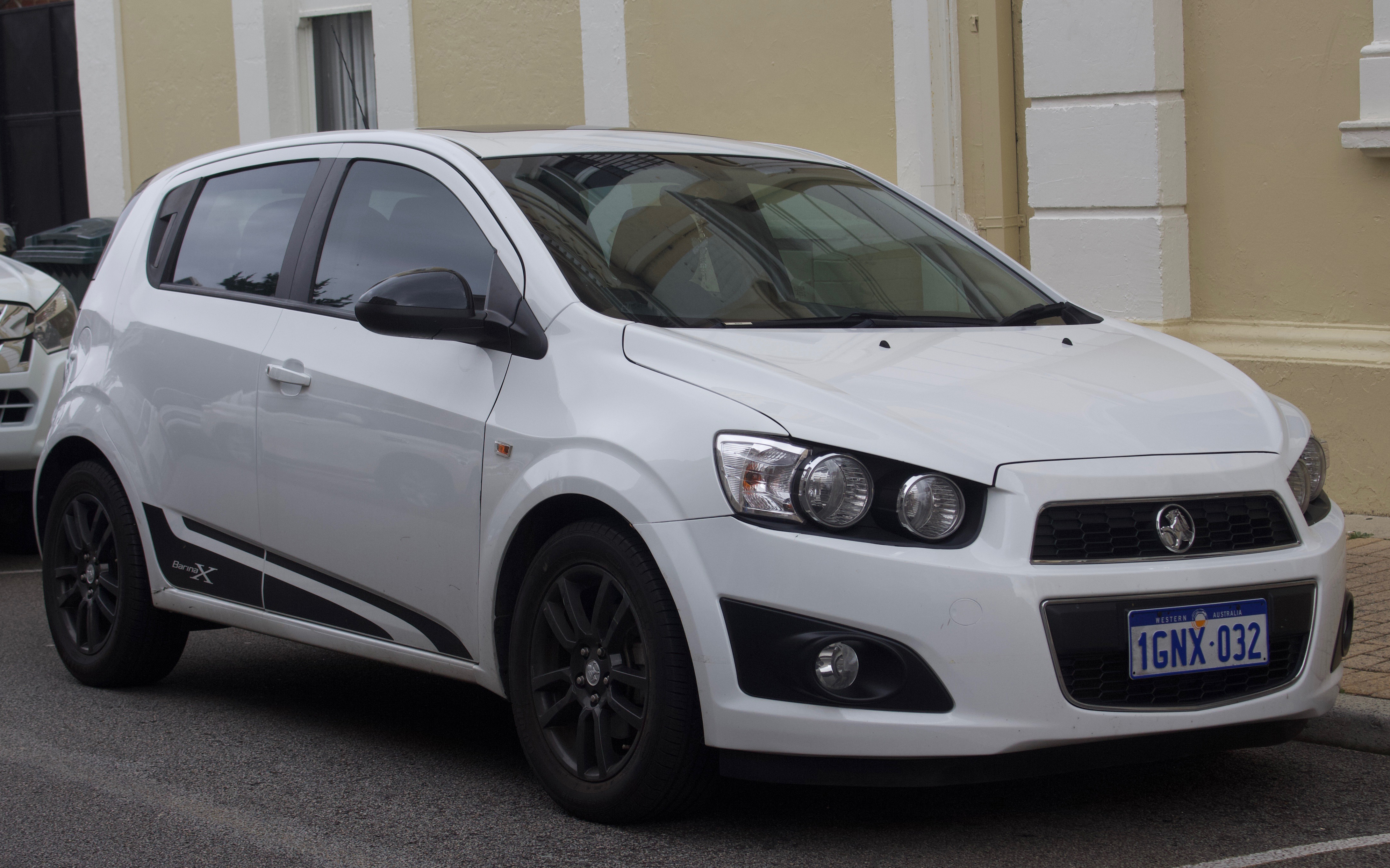
Holden Barina X
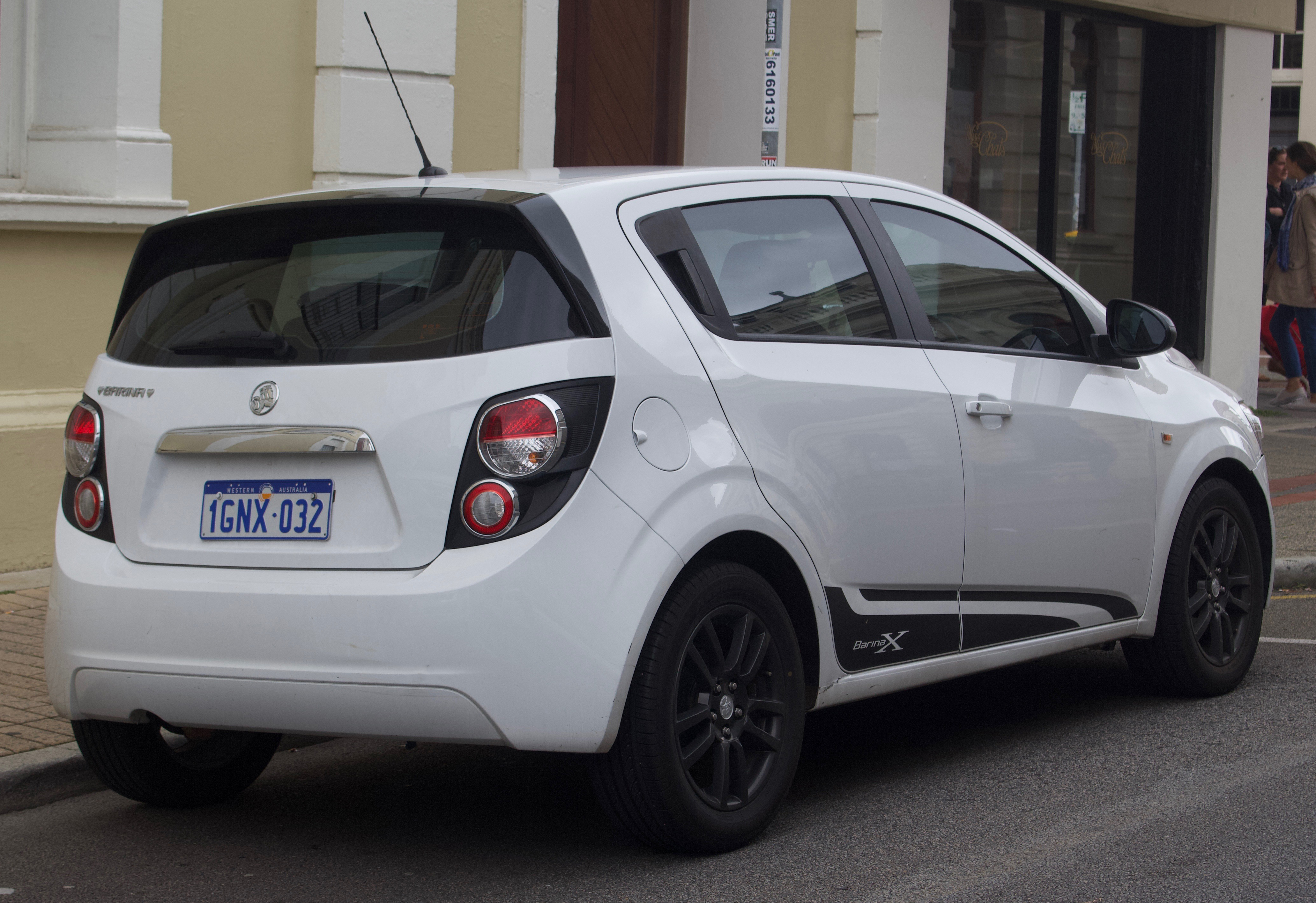
Holden Barina X
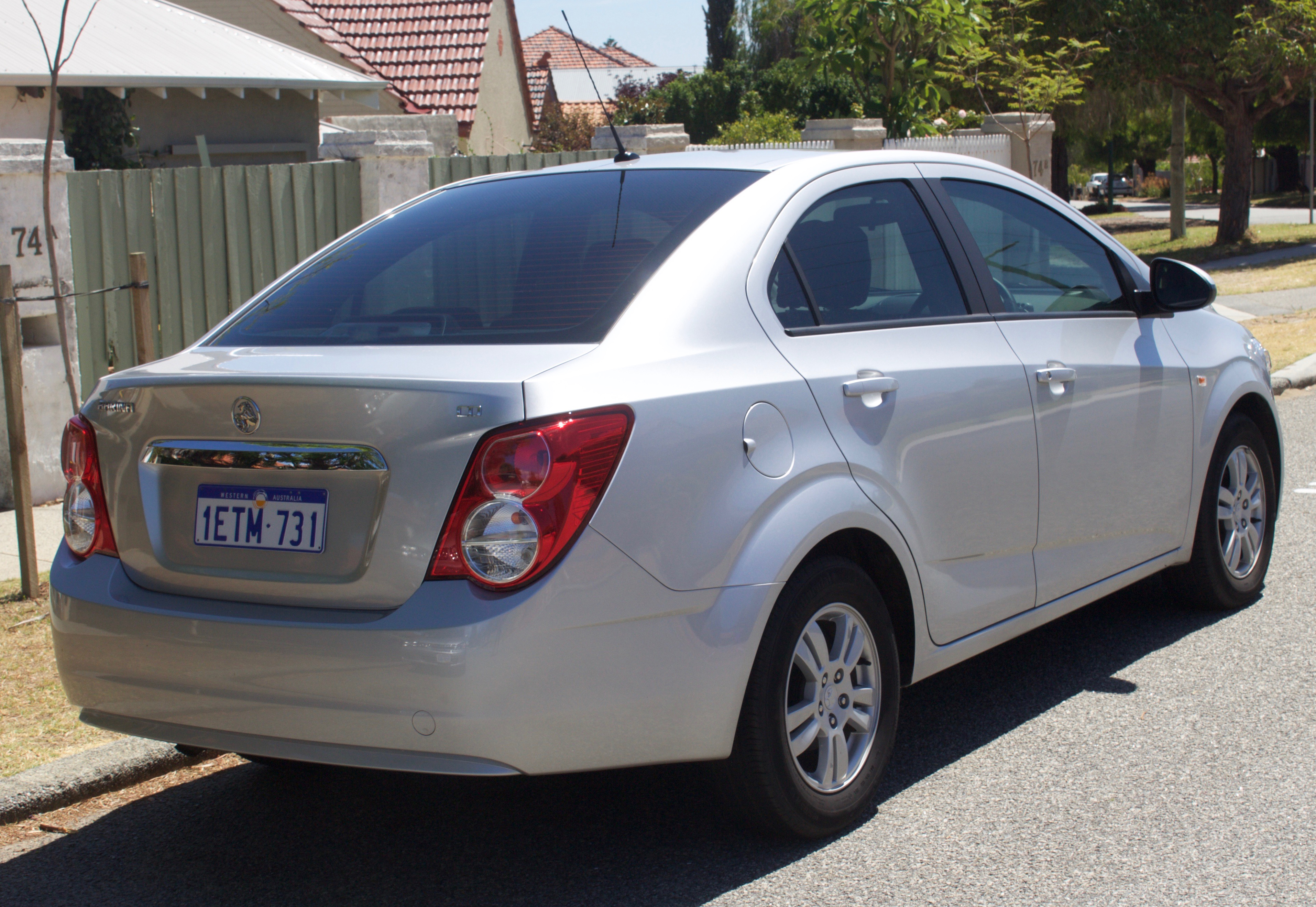
Holden Barina

### После фейслифтинга
- 1.6 л «F1III» — LS 5-дв. (2016—2018)
- 1.6 л «F1III» — LT 5-дв. (2016—2018)

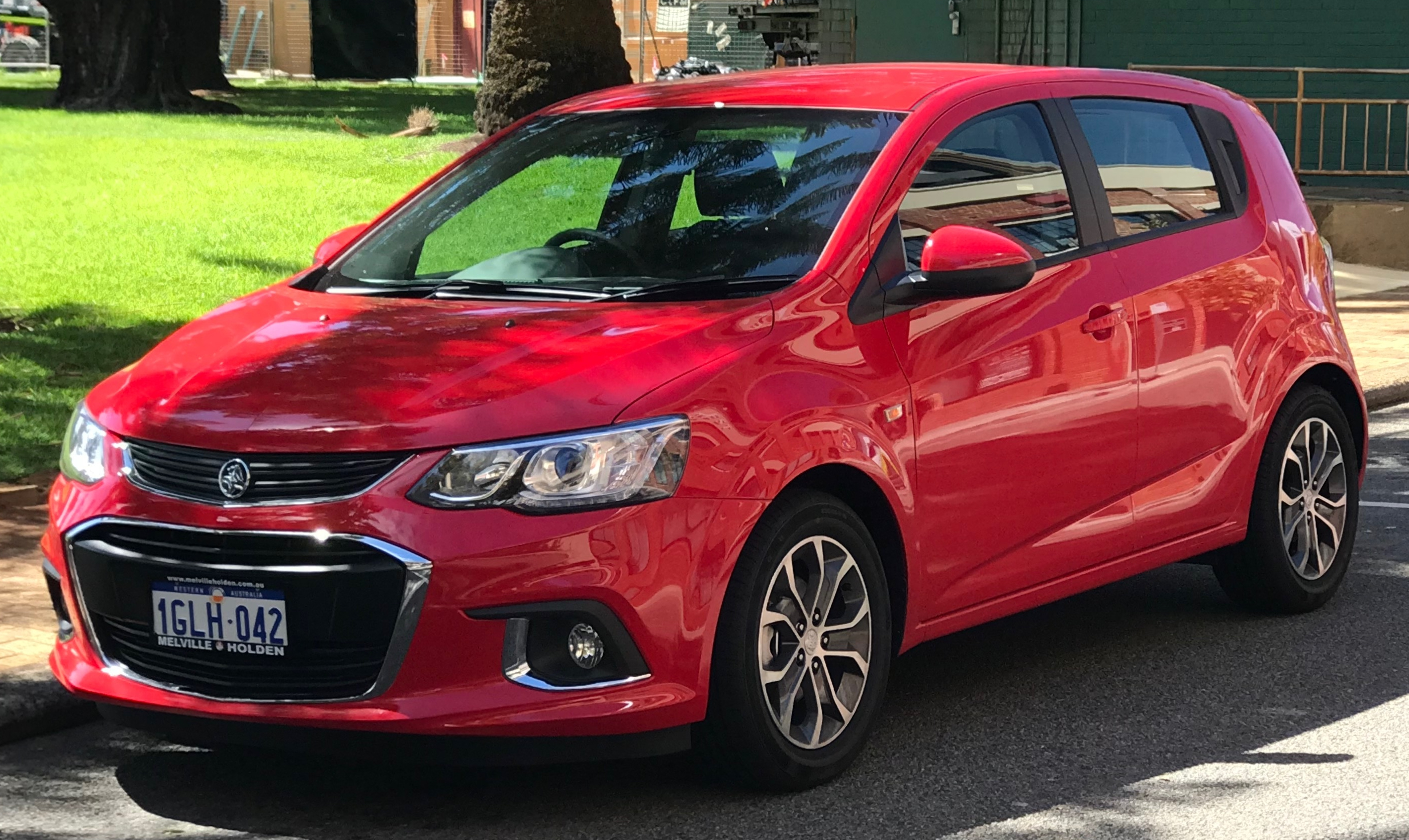
2018 Holden Barina (TM) LS
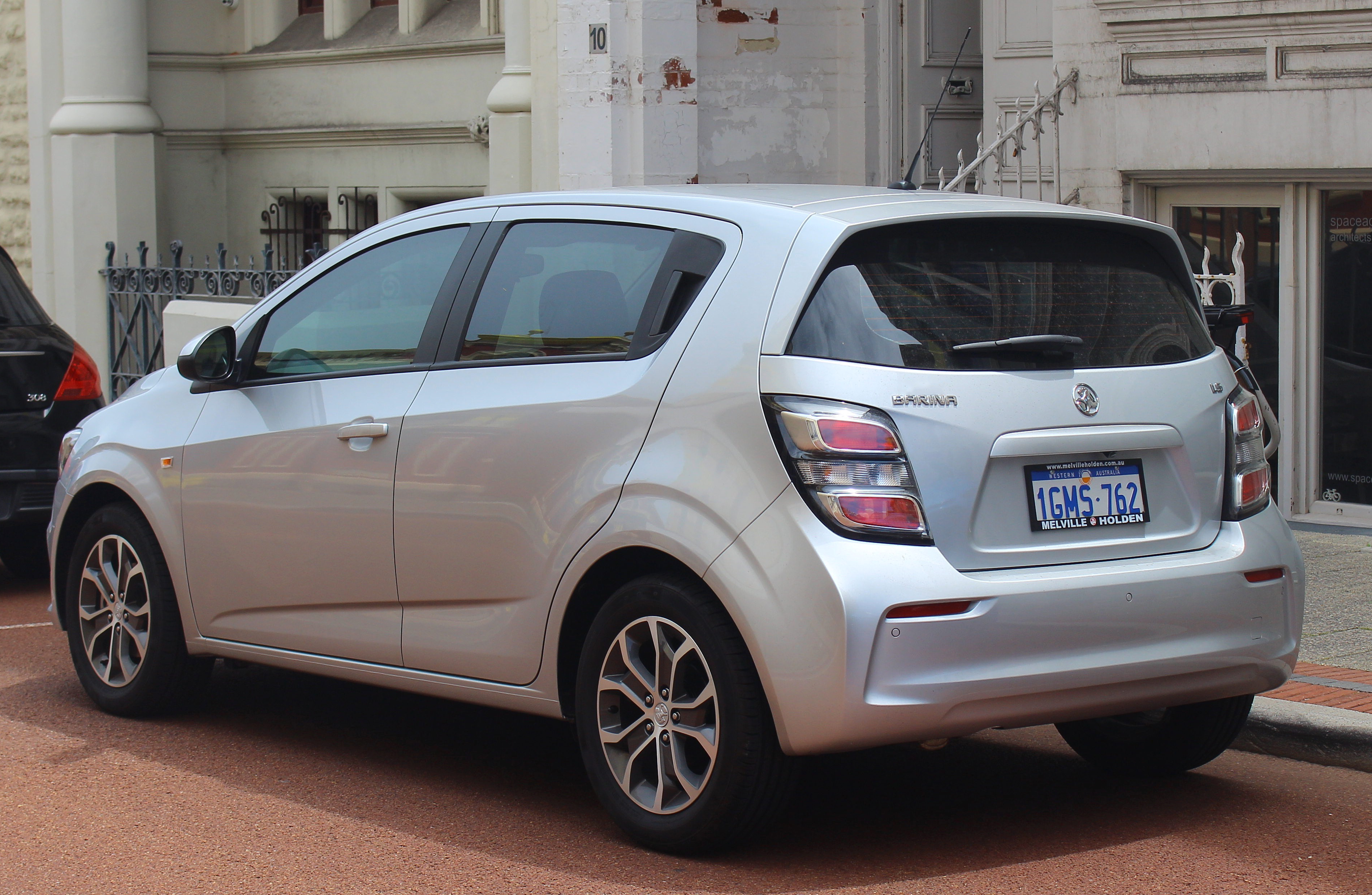
2018 Holden Barina (TM) LS